# Angermünde

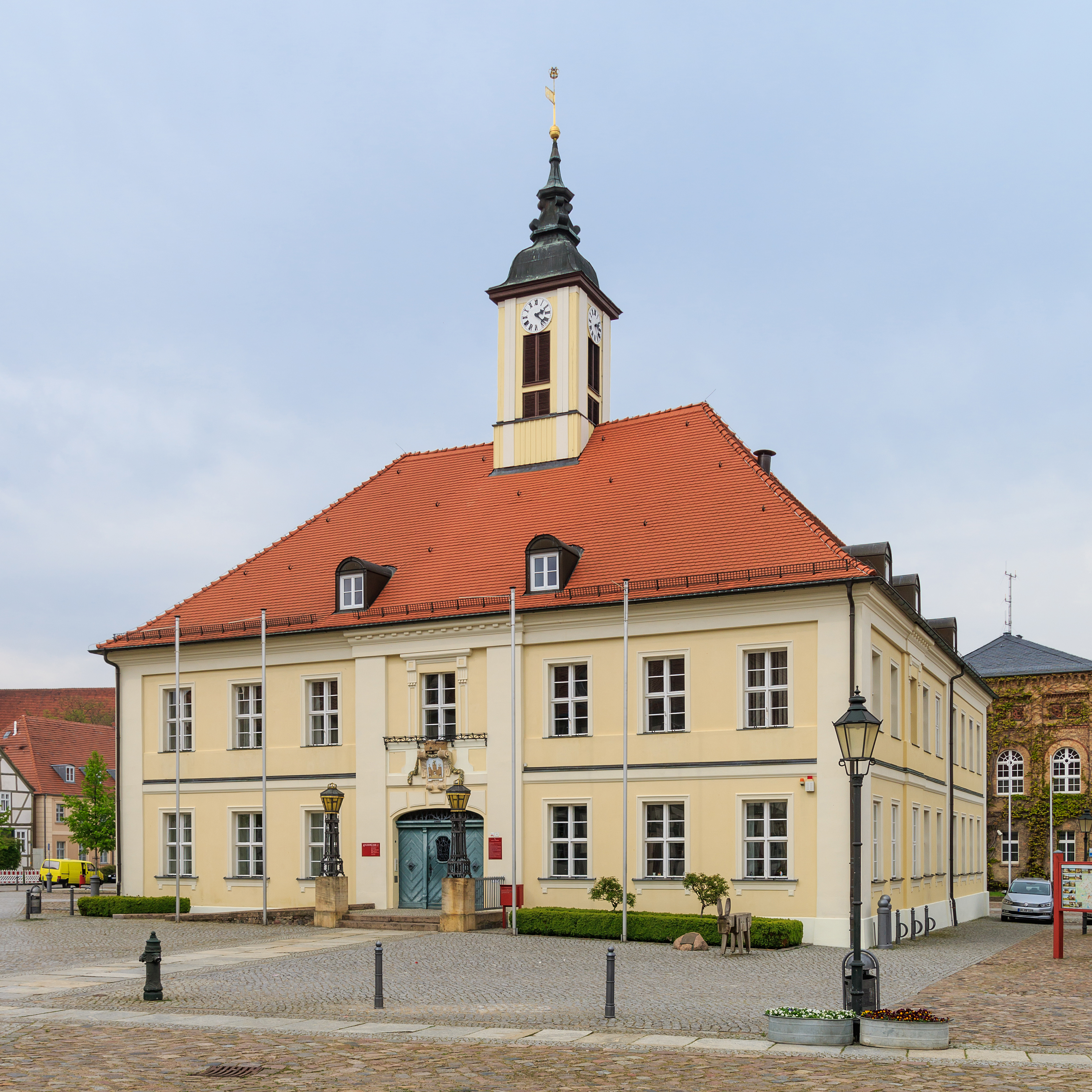
Gemeentehuis

Angermünde is een gemeente in de Duitse deelstaat Brandenburg, en maakt deel uit van het district Uckermark.
Angermünde telde ten tijde van de peildatum van de meest recente statistiek 13.637 inwoners.
Sinds 2010 is Angermünde een staatlich anerkannter Erholungsort.

## Indeling gemeente
Naast de kernstad Angermünde zelf behoren de volgende 23 Ortsteile tot de gemeente:
- Altkünkendorf (W)
- Biesenbrow (N)
- Bölkendorf (hemelsbreed 7 km Z)
- Bruchhagen (N)
- Crussow (6 km OZO; +; met vliegveldje voor ULM-vliegtuigjes)
- Dobberzin (1 km O)
- Frauenhagen (7 km NNO)
- Gellmersdorf (ZO)
- Görlsdorf (NW)
- Greiffenberg (Angermünde), (8 km NNW); +; officieel een stadje; incl. het ten zuidwesten ervan gelegen straatdorp Peetzig circa 700 inwoners
- Günterberg (N)
- Herzsprung (Z)
- Kerkow (N)
- Mürow (5 km NNO)
- Neukünkendorf (ZO)
- Schmargendorf (ZZW)
- Schmiedeberg (N)
- Steinhöfel
- Stolpe (15 km ZO)
- Welsow (N)
- Wilmersdorf (13 km NW), niet te verwarren met Berlijn-Wilmersdorf
- Wolletz (W)
- Zuchenberg (ZW)

5 km ZO betekent: 5 kilometer ten zuidoosten van het stadscentrum.
De meeste van deze Ortsteile zijn kleine boerendorpen, die in het verleden zelfstandige gemeenten zijn geweest en in het kader van gemeentelijke herindelingen aan de stad zijn toegevoegd. Alleen de met + gemerkte stadsdelen hebben tussen 500 en 1.000, en die met ++ gemerkte, meer dan duizend inwoners.
Daarnaast liggen nog circa 40 zogenaamde Wohnplätze in de gemeente; dat zijn plaatsen, die oorspronkelijk uit slechts één  huis, boerderij, molen, landhuis, boswachtershuis e.d. bestaan. Deze Wohnplätze maken deel uit van de Kernstadt of van één of twee der bovengenoemde Ortsteile.

## Naburige gemeentes
- In het noorden: Oberuckersee (gemeente), nabij het gelijknamige meer; verder noordwaarts ligt Prenzlau.
  - Gramzow
  - Zichow
- In het oosten: Schwedt/Oder
  - Pinnow
- In het zuiden, in de Landkreis Barnim: Lunow-Stolzenhagen
  - Parsteinsee
  - Chorin
  - Ziethen (Barnim)
  - Althüttendorf
- In het westen: Joachimsthal, nabij de Schorfheide
  - Friedrichswalde
  - Temmen-Ringenwalde
- In het noordwesten: Flieth-Stegelitz.

## Verkeer

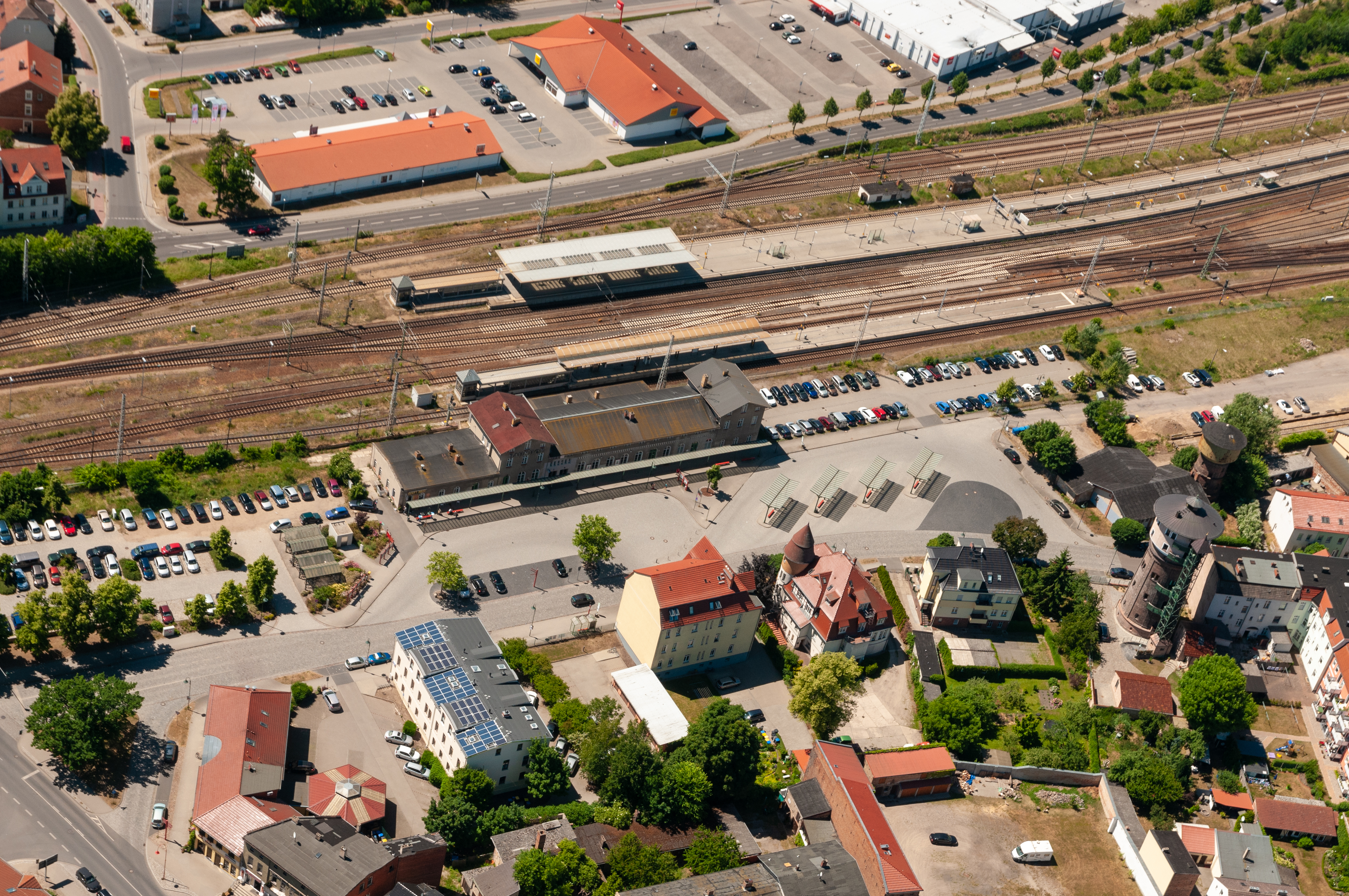
Station Angermünde, luchtfoto uit 2006
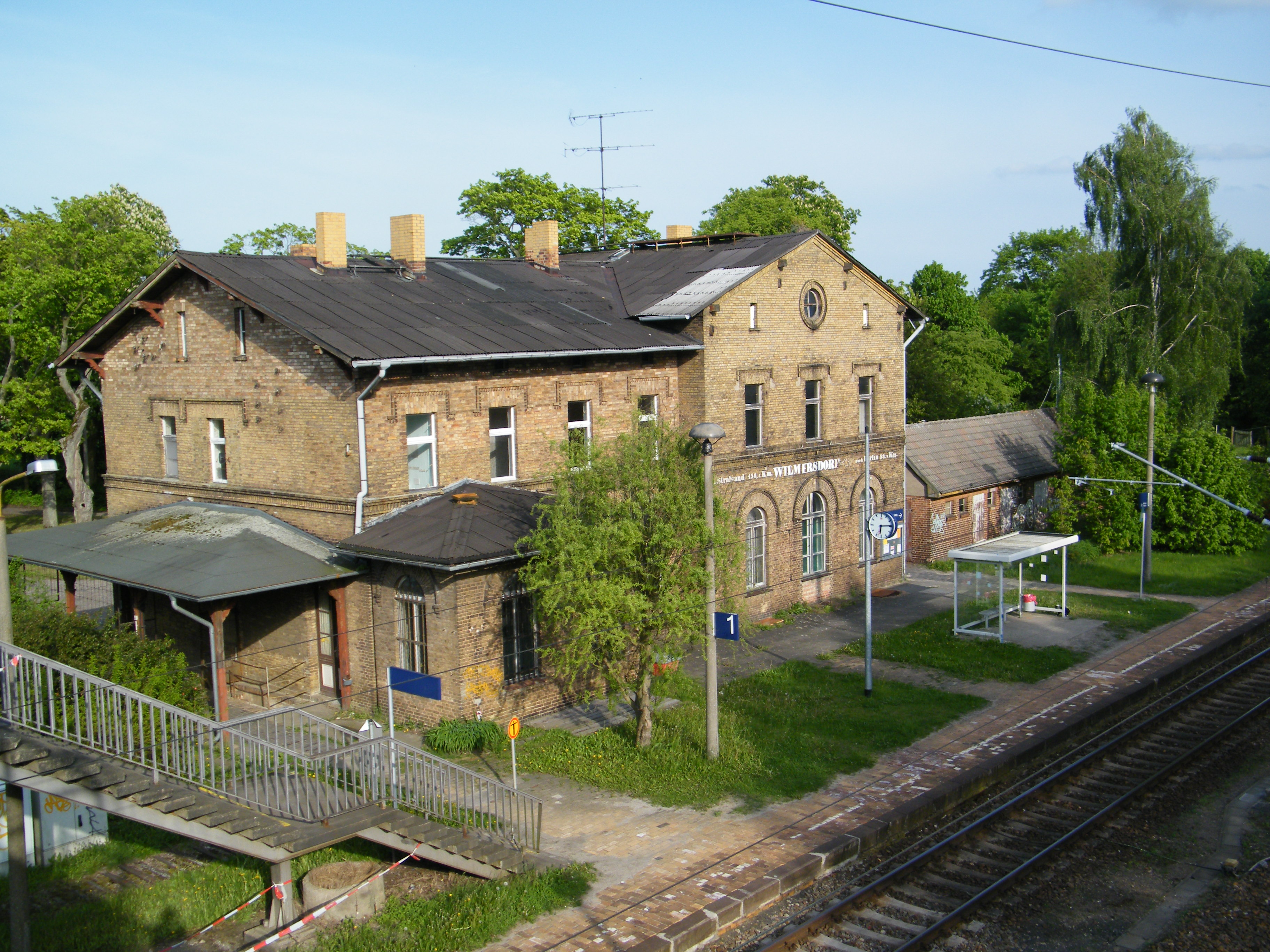
Station Angermünde-Wilmersdorf
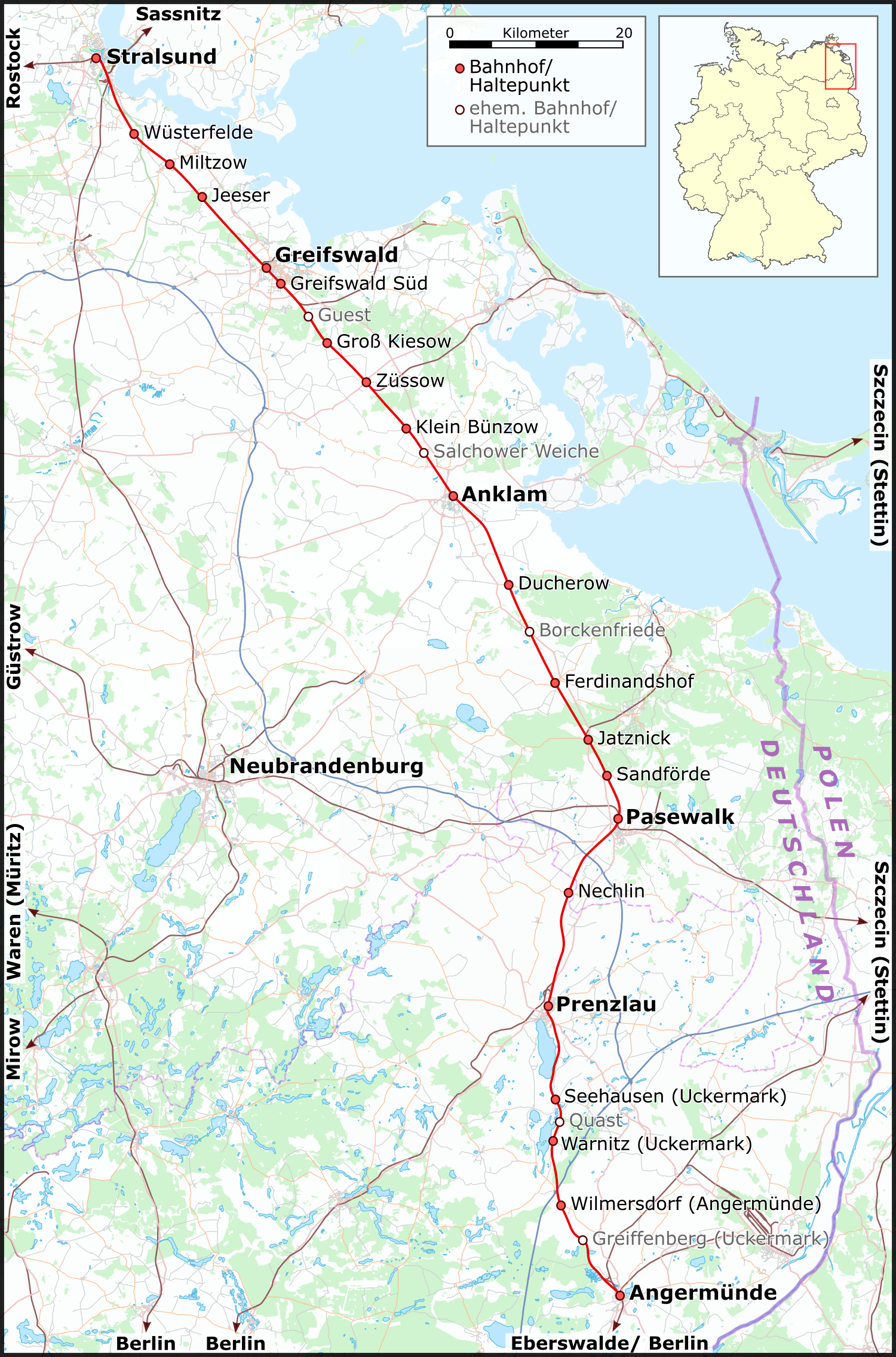
Kaart spoorlijn Angermünde-Stralsund

Door de gemeente lopen drie hoofdverkeerswegen: de Bundesstraße 198 in noord<->zuid-richting, de Bundesstraße 2 noordoostwaarts naar Schwedt/Oder en de Bundesstraße 158 zuidoostwaarts naar Bad Freienwalde en verder naar Berlijn-Marzahn. Afrit 9 Pfingstberg van Autobahn A 11 ligt slechts 2 km ten noordwesten van het tot de gemeente Angermünde behorende dorp Wilmersdorf. Daarvandaan kan men via Greiffenberg en de B198 naar het stadje Angermünde rijden (ca. 13 km in totaal).
Station Angermünde is een belangrijk regionaal spoorwegknooppunt, met treinverbindingen met Stralsund (aan de spoorlijn Angermünde - Stralsund heeft ook het 13 km verder noordelijk gelegen Wilmersdorf een station) en  Schwedt (Oder), Berlijn en de Poolse stad Stettin (Szczecin) (zie: Spoorlijn Berlijn - Szczecin).
Stolpe, in het uiterste zuidoosten van de gemeente ligt aan de Hohensaaten-Friedrichsthaler Wasserstraße, een 42 km lang scheepvaartkanaal evenwijdig aan de Oder.

## Geschiedenis, economie

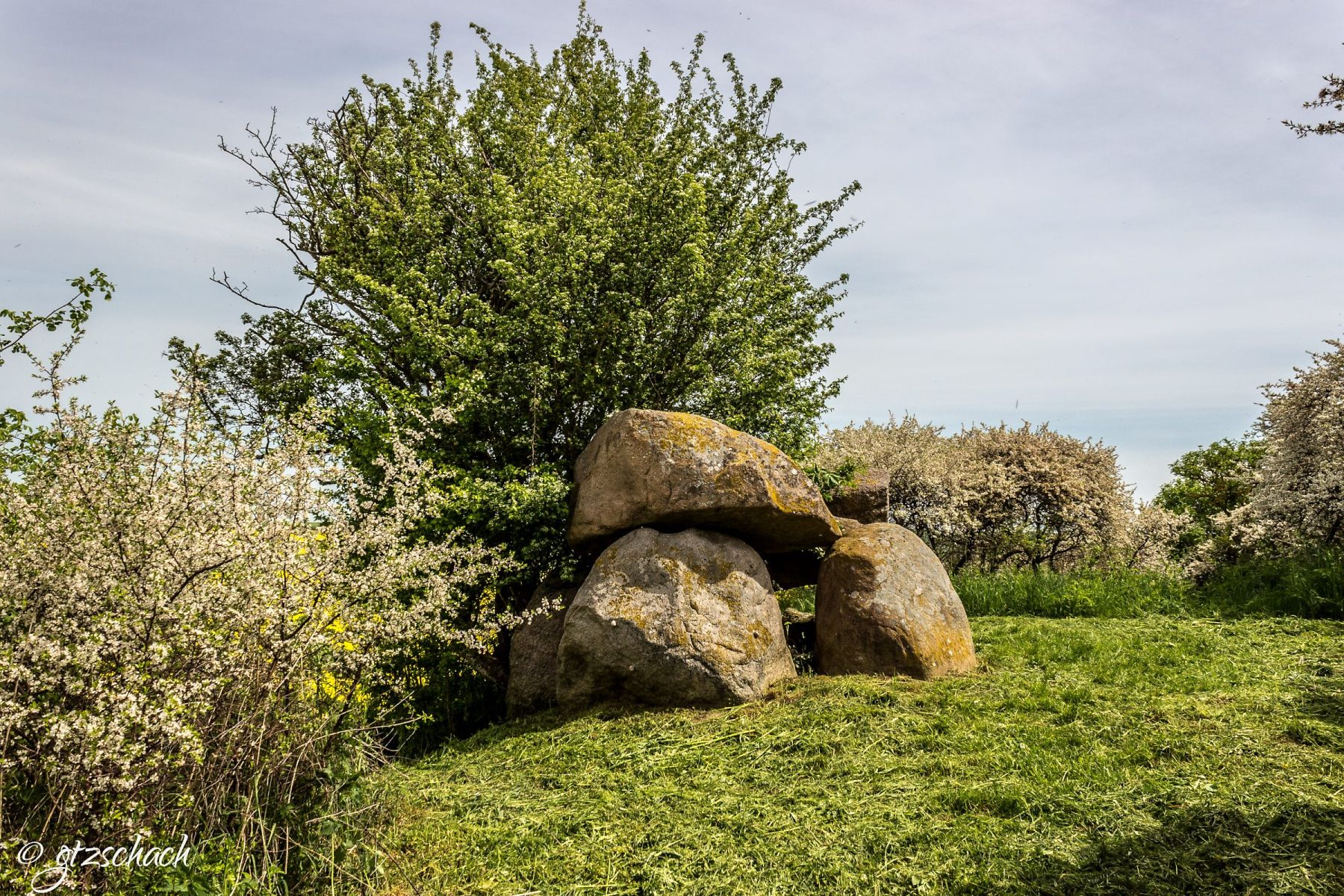
Großsteingrab Mürow, Sprockhoff-nummer 464
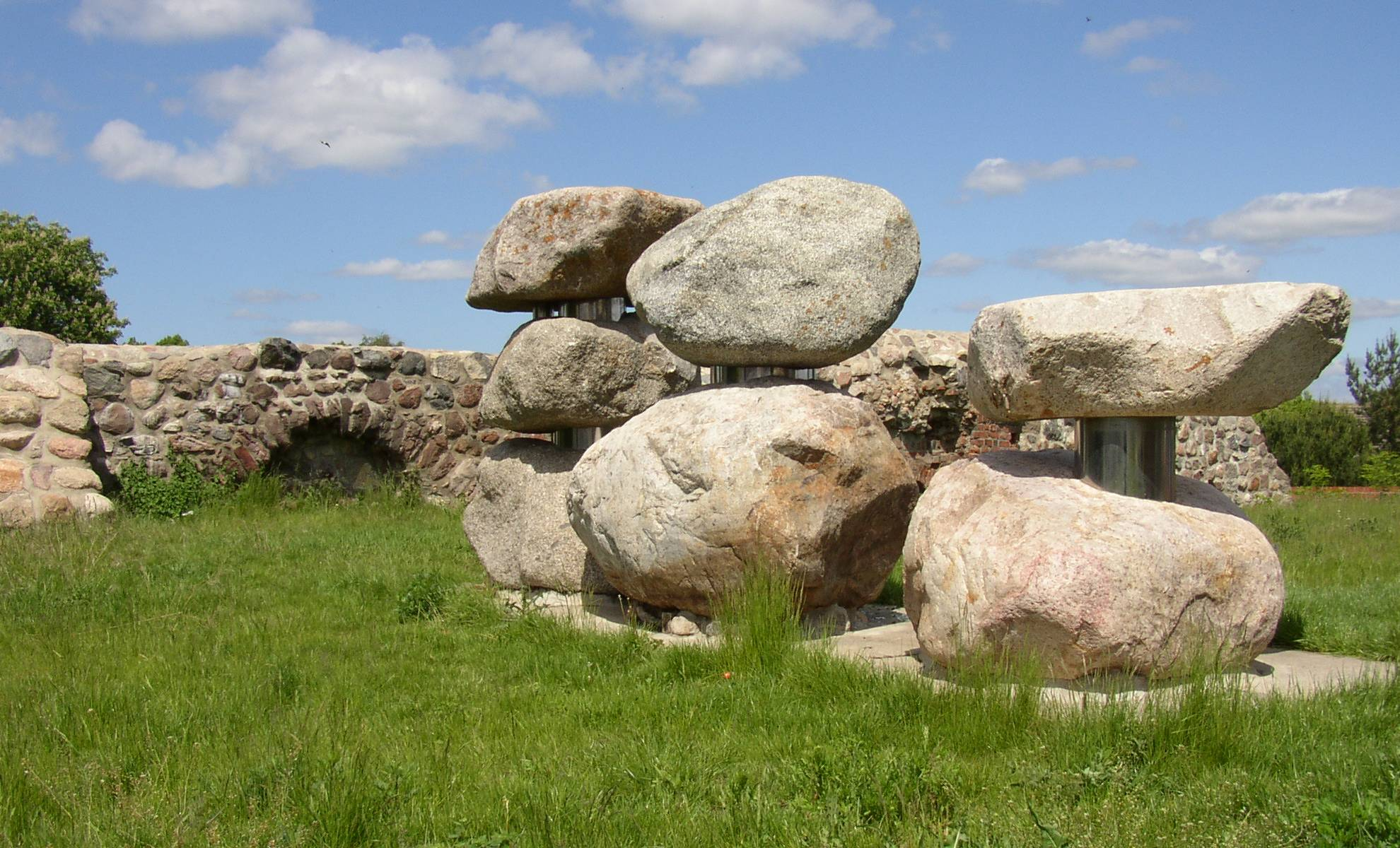
Kasteelruïne te Angermünde (1)
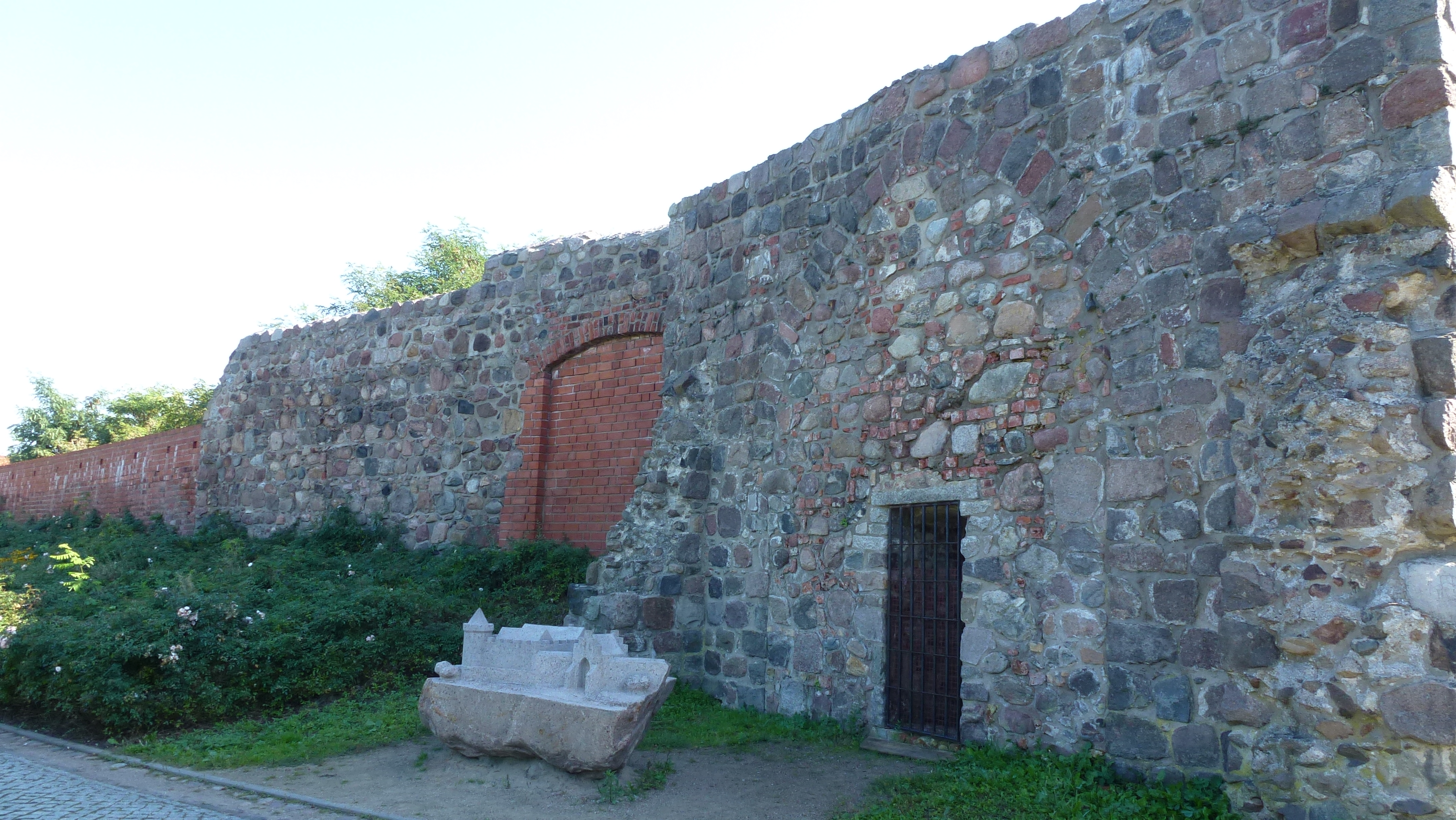
Kasteelruïne te Angermünde (2)
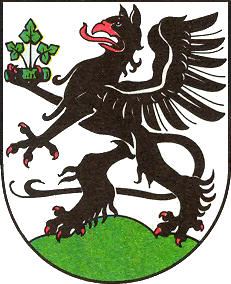
Stadswapen van Greiffenberg

De streek, waar tegenwoordig Angermünde ligt,   was reeds in het Neolithicum door mensen bewoond. Dragers van de Trechterbekercultuur (3500-2800 v.Chr. ) richtten er megalietmonumenten op. Daarvan is één hunebed bij Mürow bewaard gebleven. 
Angermünde ontstond als Slavische nederzetting rondom een oud kasteel, waar nog een ruïne van is overgebleven. In 1233 verkreeg de plaats stadsrechten. Angermünde was in de middeleeuwen een speelbal in een machtsstrijd tussen heren uit Mecklenburg, Pommeren en Mark Brandenburg. In 1336 werden op de Markt zestien Waldenzers als ketters in het openbaar op de brandstapel ter dood gebracht. Eind maart 1420 vond bij Angermünde een veldslag plaats. De troepen van Pommeren leden een nederlaag tegen die van de Mark Brandenburg. Ten gevolge hiervan werd Angermünde Brandenburgs.
In 1543 werd de streek als gevolg van de Reformatie protestants. Tot op de huidige dag zijn verreweg de meeste van de, overigens slechts weinige, christenen in de gemeente evangelisch-luthers. De in dit artikel genoemde kerkgebouwen zijn dat ook, tenzij anders vermeld. De Dertigjarige Oorlog (1618-1648) verliep, vooral vanaf 1637, rampzalig voor Angermünde en omstreken; in 1648 was de stad zo goed als ontvolkt en met de grond gelijkgemaakt. Tijdens de periode 1671-1675 herhaalde dit ramp-scenario zich. Zweedse troepen bezetten de regio Uckermark in 1674 en een jaar later veroverde Brandenburg-Pruisen het gebied terug (Zie: Hollandse Oorlog; Schoonse Oorlog). Ook tijdens de Zevenjarige Oorlog (1756-1763) had Angermünde veel te lijden. In de daaropvolgende decennia kwam er textielfabricage op; daarvoor werd het voormalige franciscanenklooster gesloopt, op de kerk na.
Van 1815 tot aan de Kristalnacht van november 1938 had Angermünde een synagoge. Verreweg de meeste joden uit de stad hebben de moorddadige vervolging door de nazi's niet overleefd. Te hunner gedachtenis is na de Tweede Wereldoorlog een gedenkteken geplaatst.
In 1873 verkreeg Angermünde aansluiting op het spoorwegnet. In de 19e en vroege 20e eeuw voltrok zich een geleidelijke modernisering van de stad.
De oorlogsschade in de Tweede Wereldoorlog bleef relatief beperkt, mede, doordat aan het eind daarvan, in april 1945, de stad zich zonder tegenstand aan het Sovjet-Russische Rode Leger overgaf. Na de DDR-periode (1949-1990), waarin enige industrie was opgekomen, vooral in de voedingsmiddelensector, was er tijdelijk een economische terugslag, omdat deze DDR-bedrijven, op enkele zeer grote, nog bestaande, melkveeboerderijen na, naar Westerse maatstaven niet rendabel waren en gesloten werden. Ongeveer 15% van de toen 11.400 inwoners van de stad weken voor werkloosheid uit naar economisch sterkere delen van Duitsland. Later is de stad de weg naar ontwikkeling van de toeristische sector ingeslagen, en treedt sedert circa 2010 een licht herstel in. Gemeentewerken is de grootste werkgever van Angermünde. Handel en nijverheid zijn er alleen van plaatselijke of regionale betekenis.
Greiffenberg ontstond rondom een in 1224 gebouwd kasteel, op een heuveltje aan de oostkant van het plaatsje. Daarvan resteert alleen nog een schamele ruïne. 
Stolpe had van 1268 tot 1776 stadsrechten; het plaatsje beschikte over een tolvrij haventje nabij de Oder.

## Bezienswaardigheden
- Een belangrijke bezienswaardigheid in het goed bewaard gebleven, historische centrum van de stad is de 13e-eeuwse Mariakerk met rijk interieur.
- Ook de voormalige Sint-Petrus-en-Pauluskerk is kunst- en architectuurhistorisch interessant. Het gebouw heeft in 1997 een culturele bestemming gekregen.
- Zoals overal in de streek, hebben ook in de gemeente Angermünde verscheidene kleine dorpen een vaak natuurstenen, uit de 13e eeuw daterende dorpskerk.
- De Mündesee, direct ten noordoosten van het stadje, is evenals de Wolletzsee een doel voor liefhebbers van strand- en watersportrecreatie. In de gemeente liggen nog enkele kleine meren, waarvan de meeste natuurreservaat zijn.
- Ten westen en zuidwesten van Angermünde liggen fraaie bossen, waarvan een gedeelte Unesco-Wereldnatuurerfgoed is. Zie: Biosfeerreservaat Schorfheide-Chorin.
- Een interessant bezoekerscentrum van NABU, het Duitse equivalent van de Nederlandse Vereniging Natuurmonumenten, staat 4 km ten noordwesten van de stad nabij een complex visvijvers, bij de  Blumberger Mühle. Van april-oktober rijden er vanaf station Angermünde dagelijks speciale bussen heen (BiberBus).
- Het streekmuseum Museum Angermünde bezit o.a. een collectie, in de gemeente gedane, archeologische vondsten van bovenregionale betekenis.
- Op een fraai begroeid heuveltje, 15 km ten zuidoosten van het stadje, bij Stolpe, staat de uit het eind van de 12e eeuw daterende kasteelruïne, bestaande uit de toren met de bijnaam Grützpott; zie hieronder: Trivia. Deze kan bezichtigd worden.
- De stad ligt aan drie toeristische langeafstands-fietsroutes, waaronder de Oder-Neiße-Radweg.

## Afbeeldingen

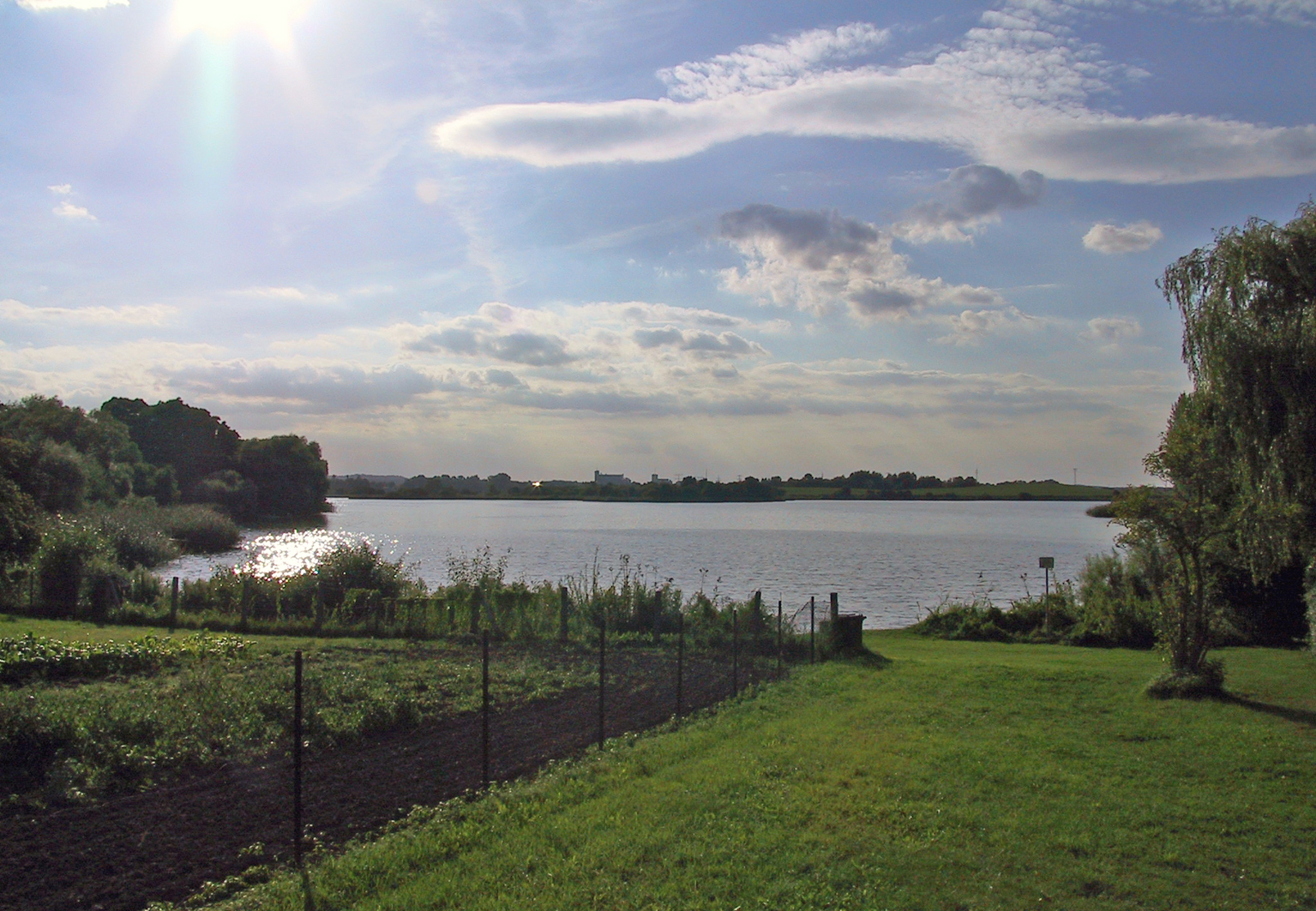
Mündesee bij Angermünde
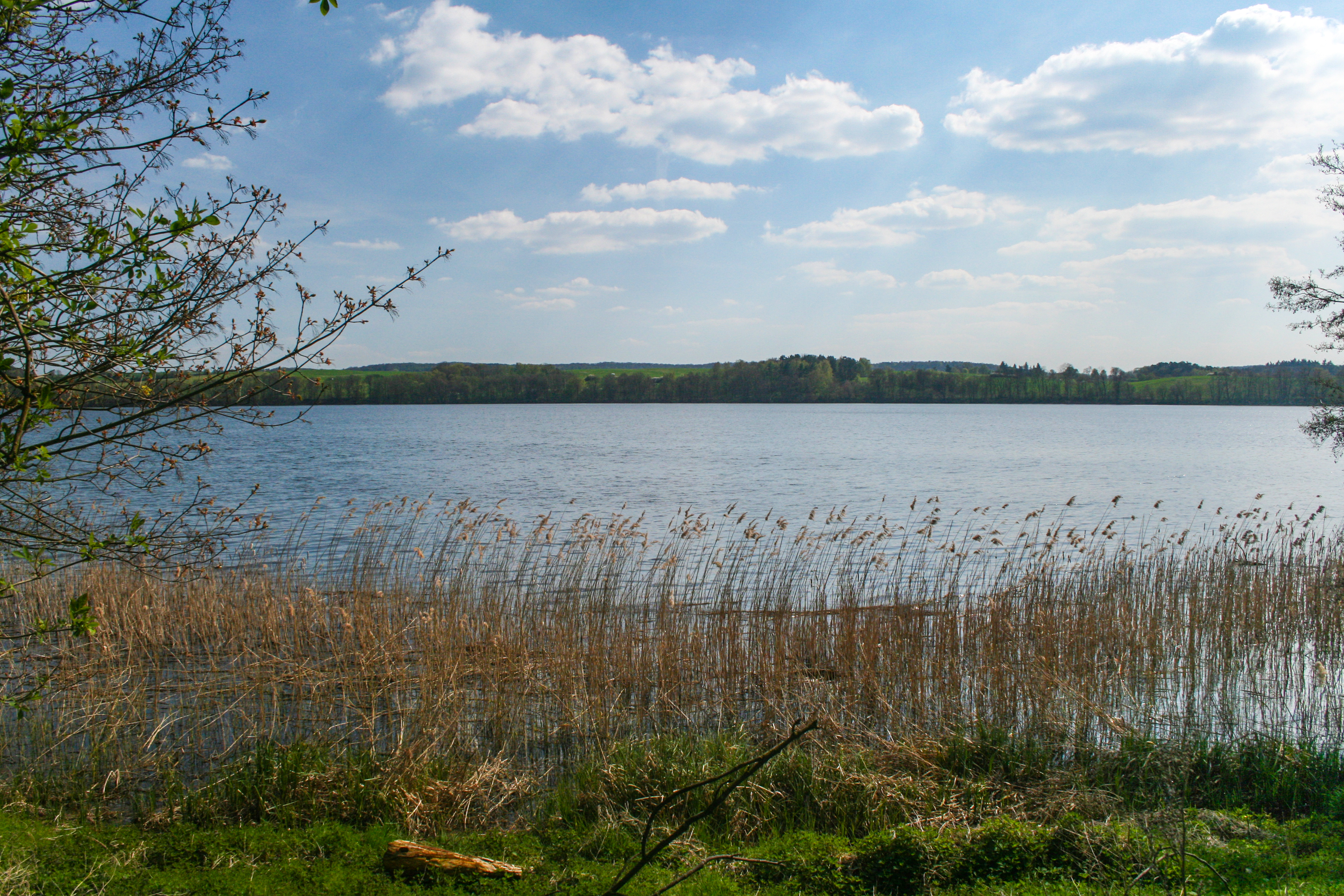
Wolletzsee bij Angermünde
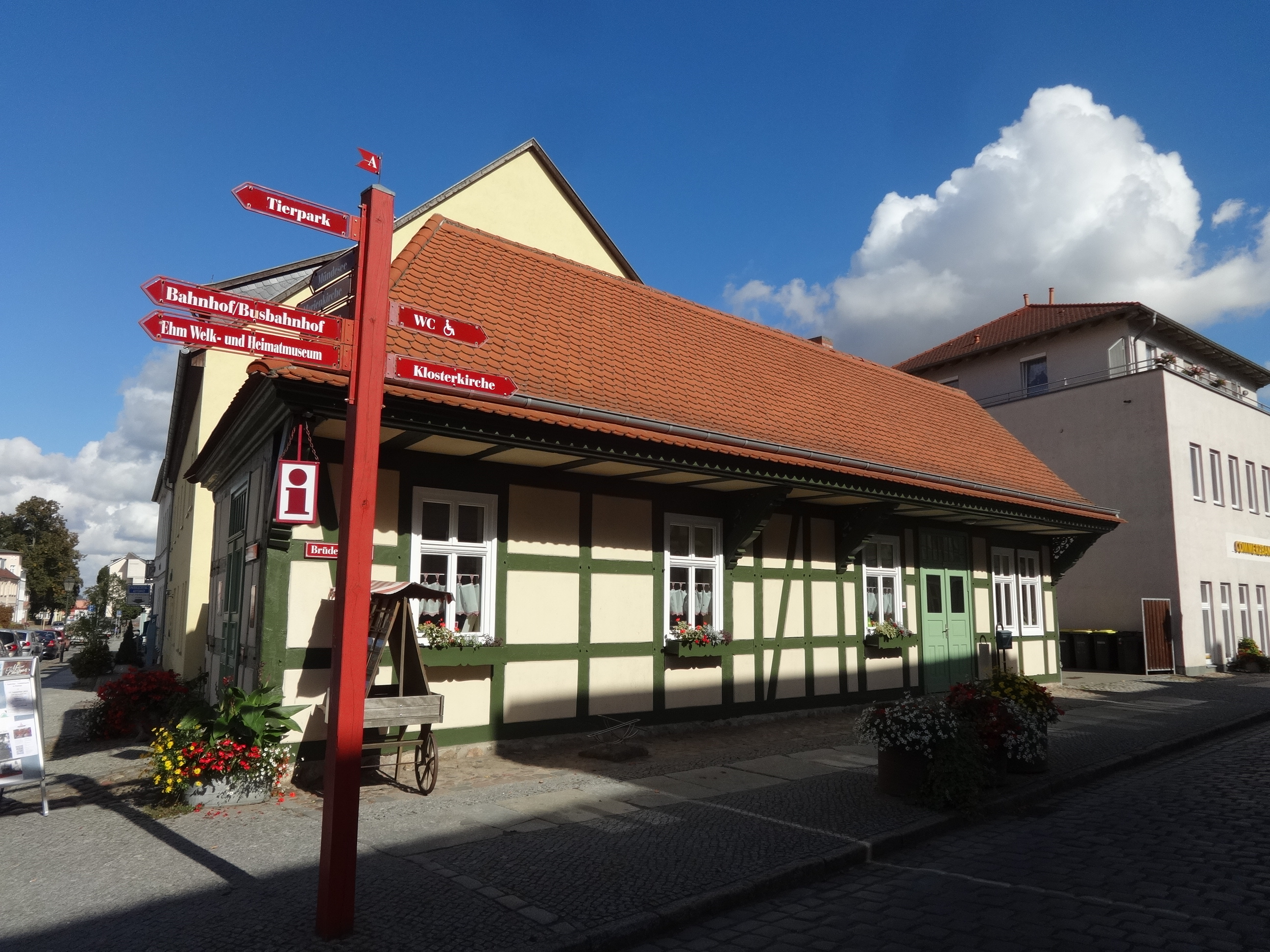
De uit 1752 daterende waag  te Angermünde
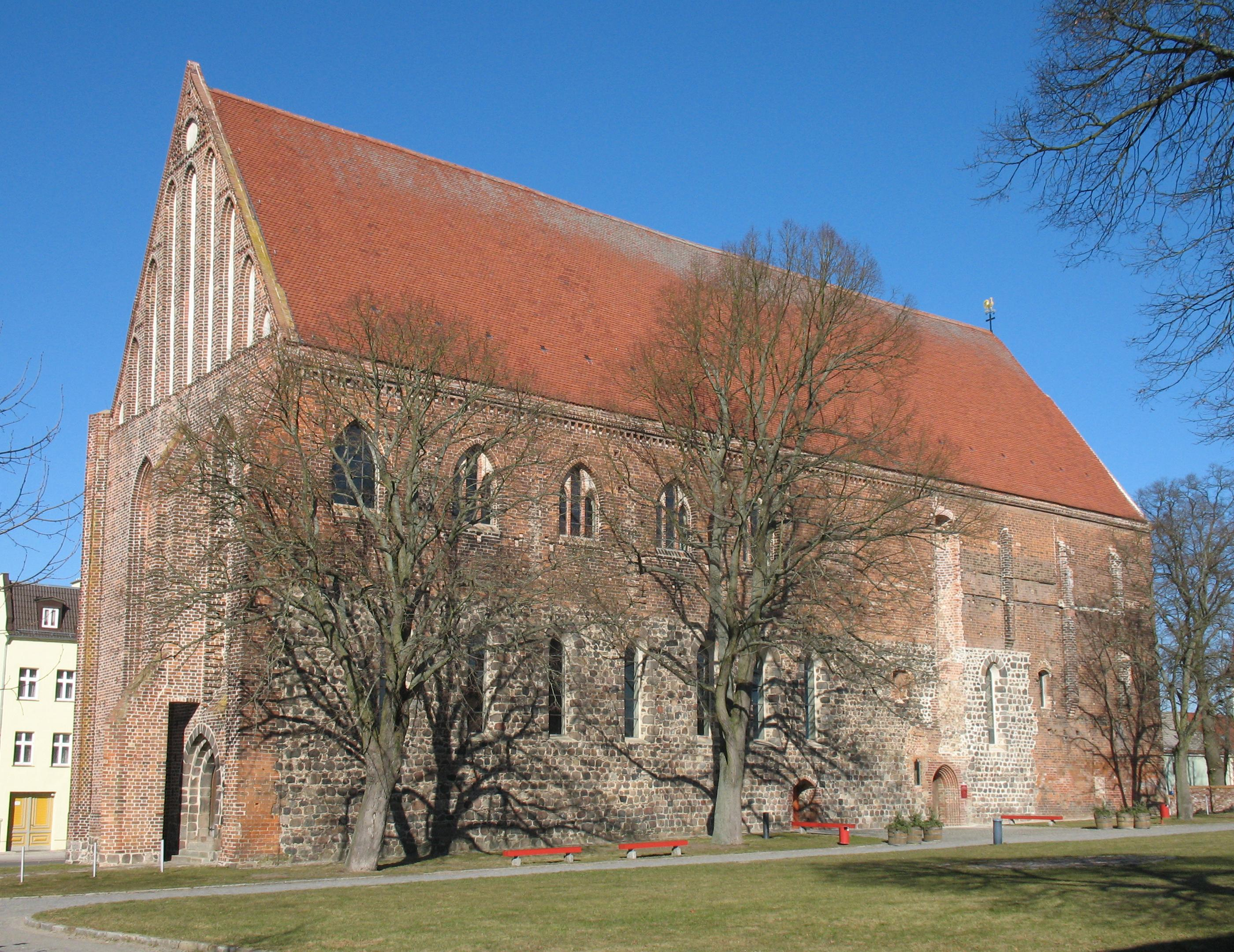
Sint-Petrus-en-Pauluskerk
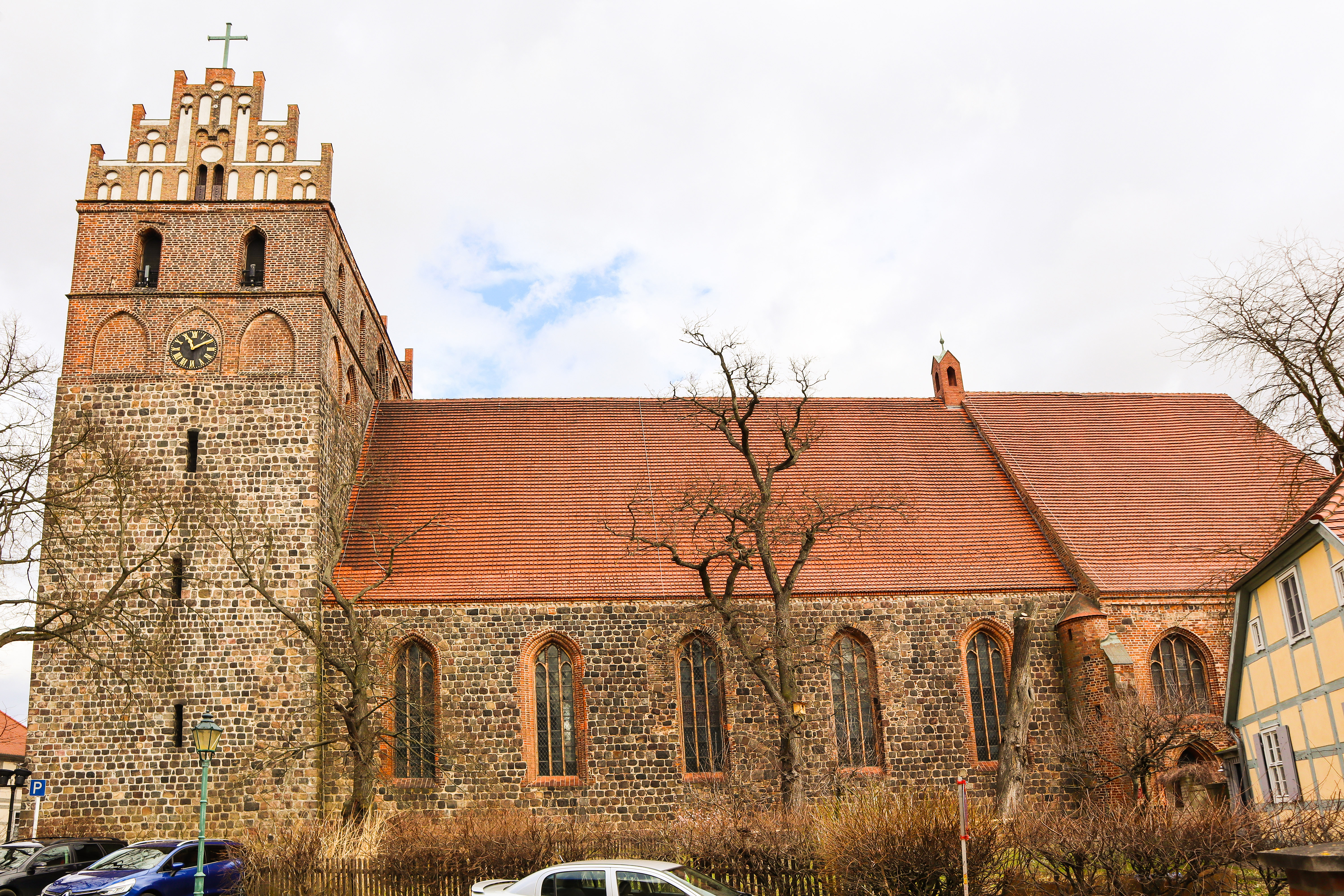
Mariakerk, Angermünde
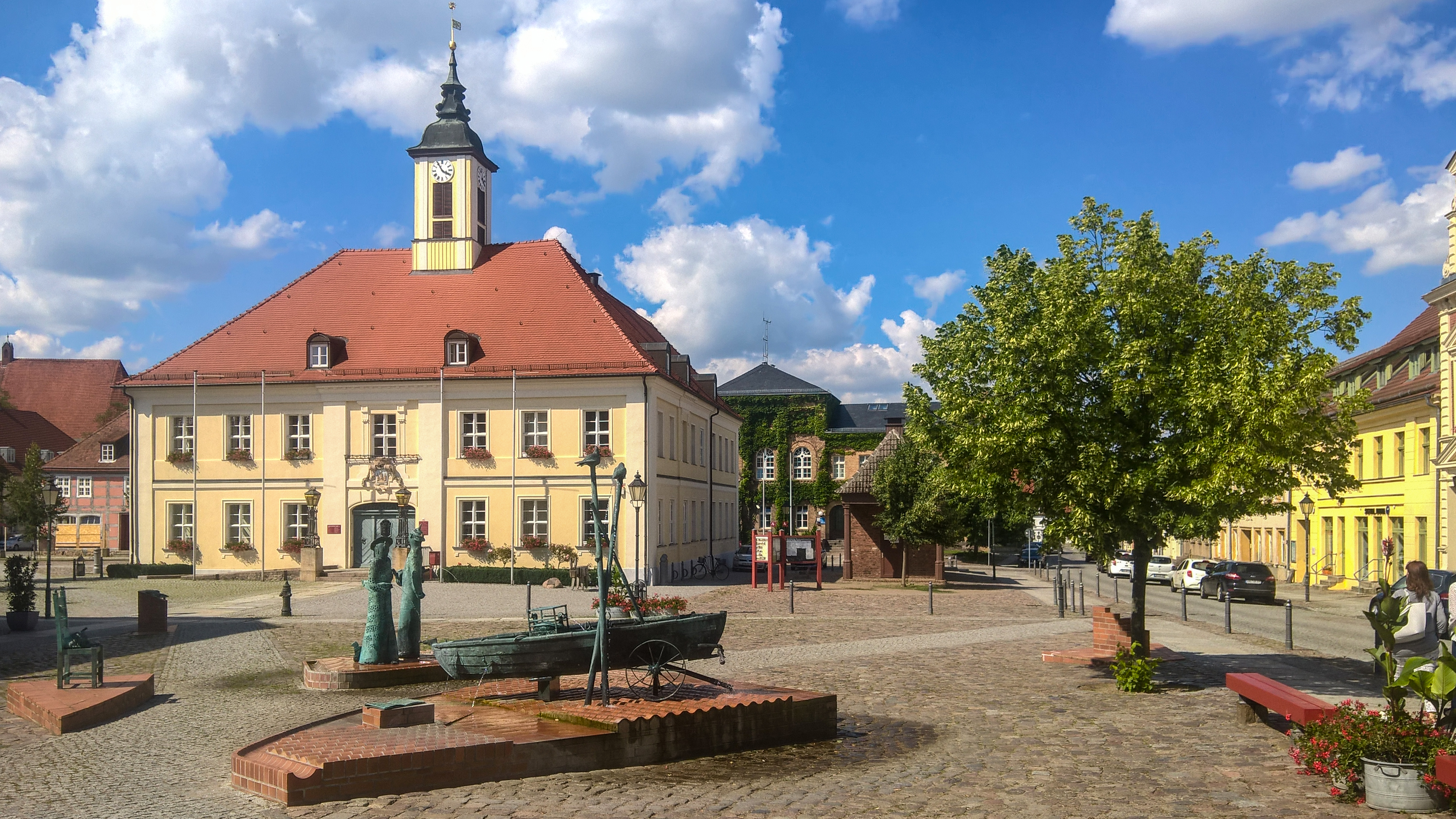
Marktplein, stadhuis
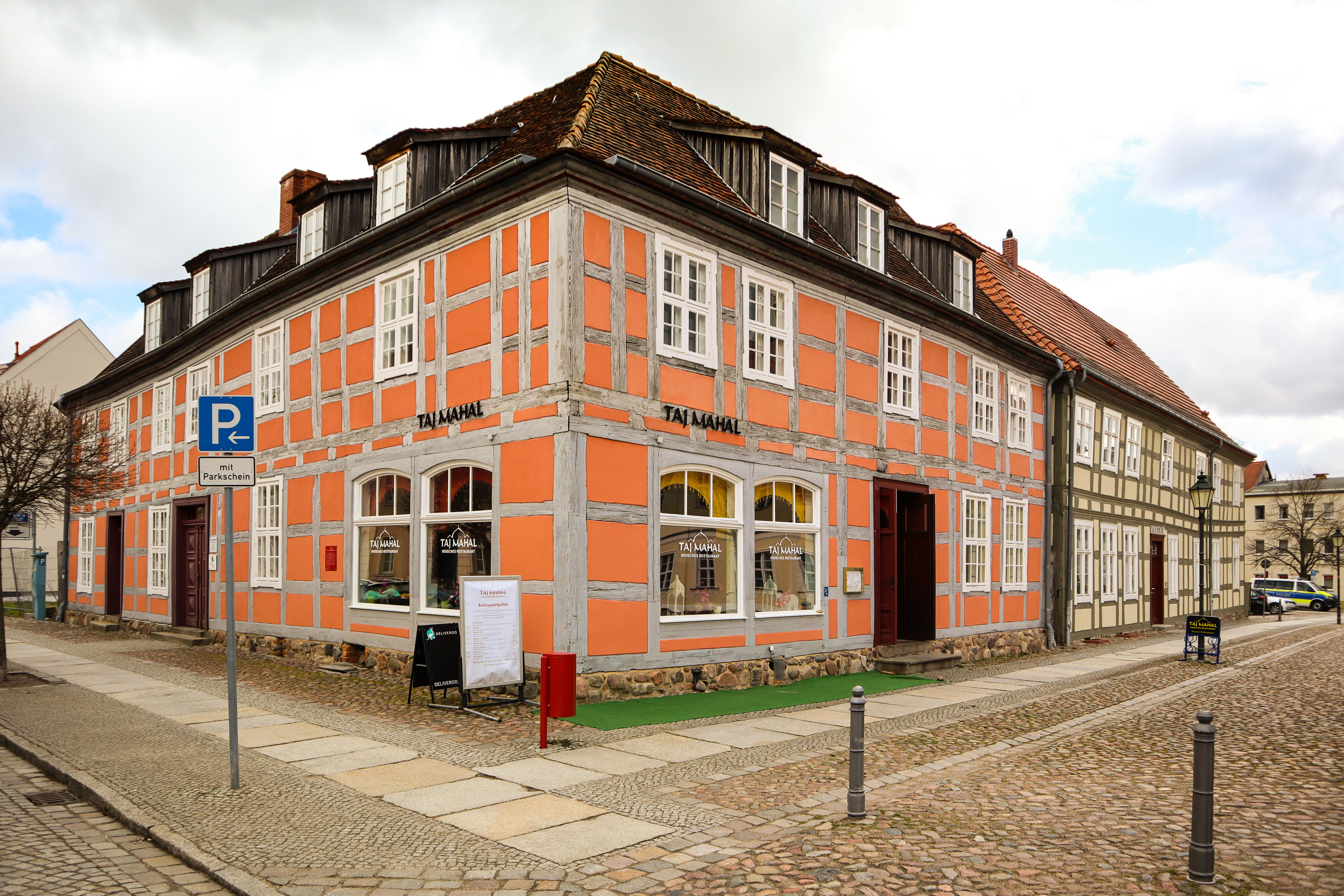
Vakwerkhuis aan de Markt
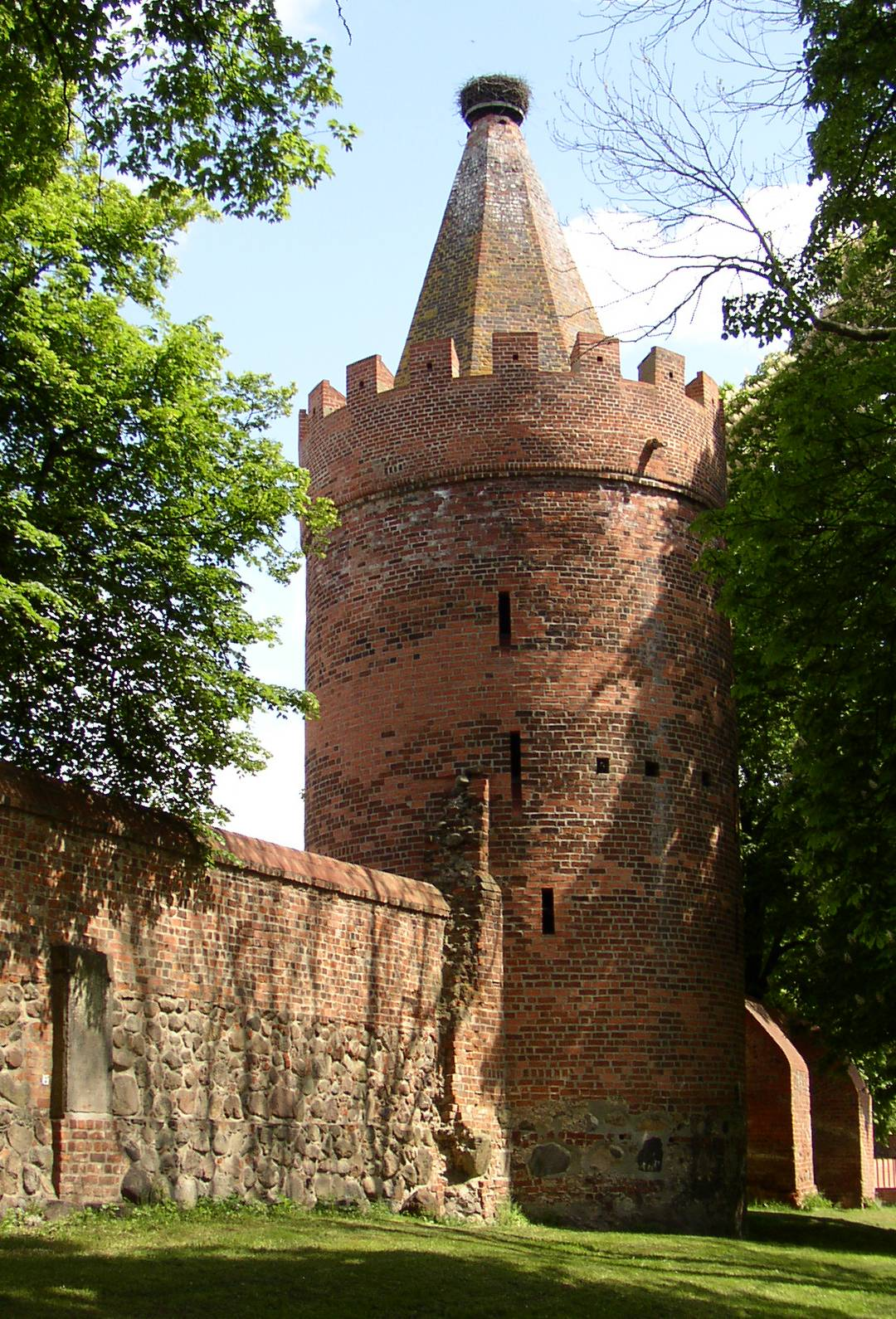
Pulverturm (Kruittoren)
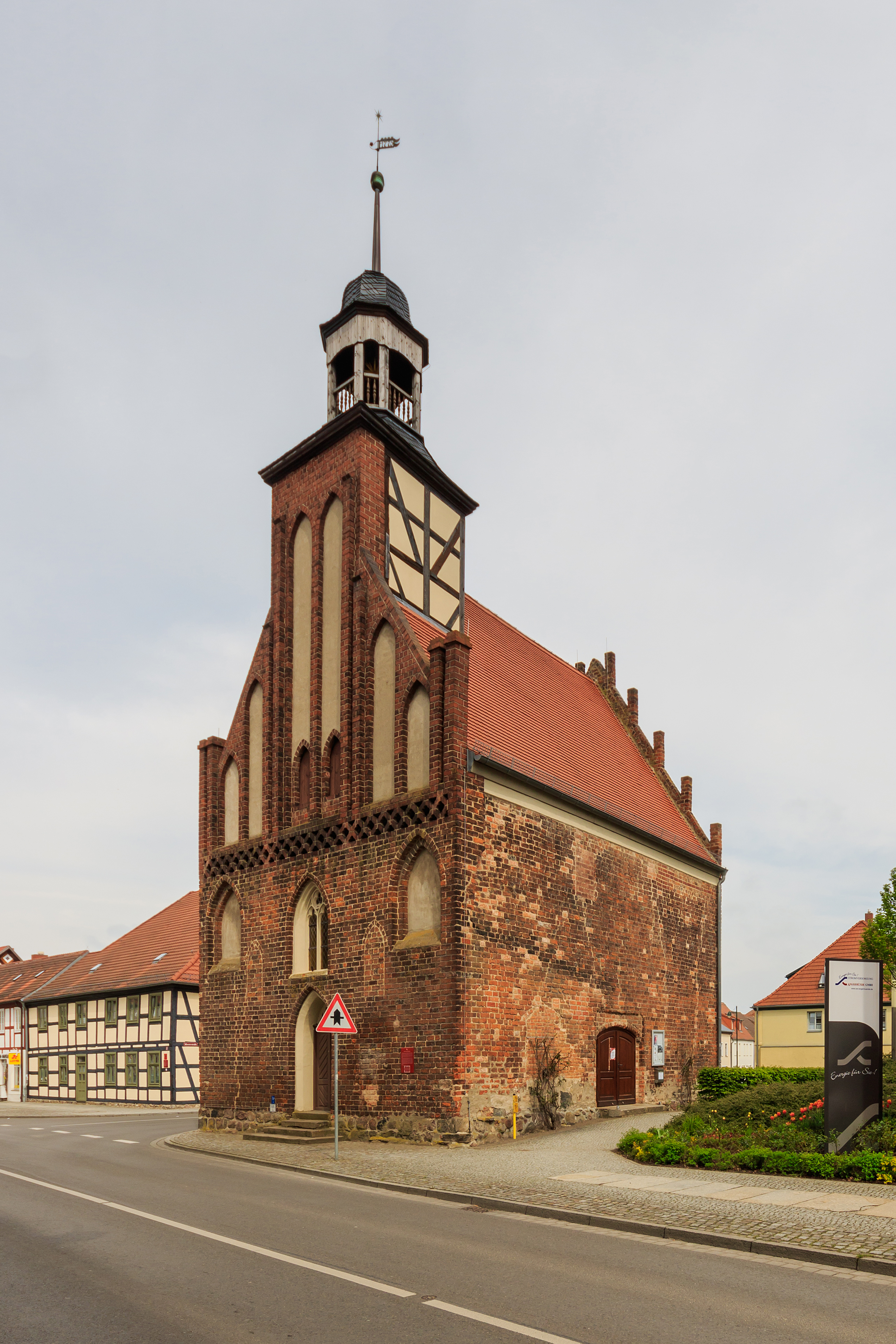
Heilige-Geestkapel
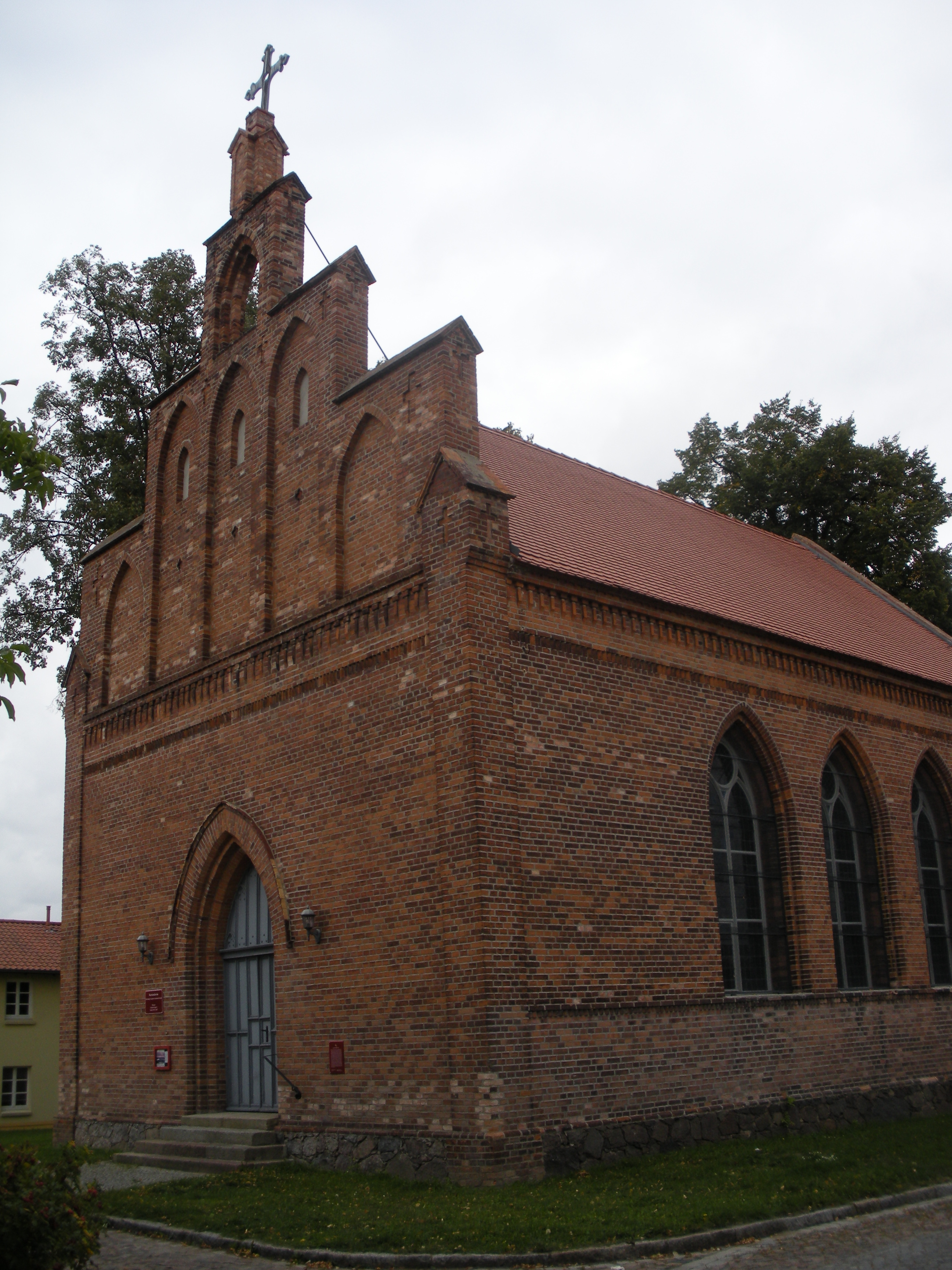
Martinikerk
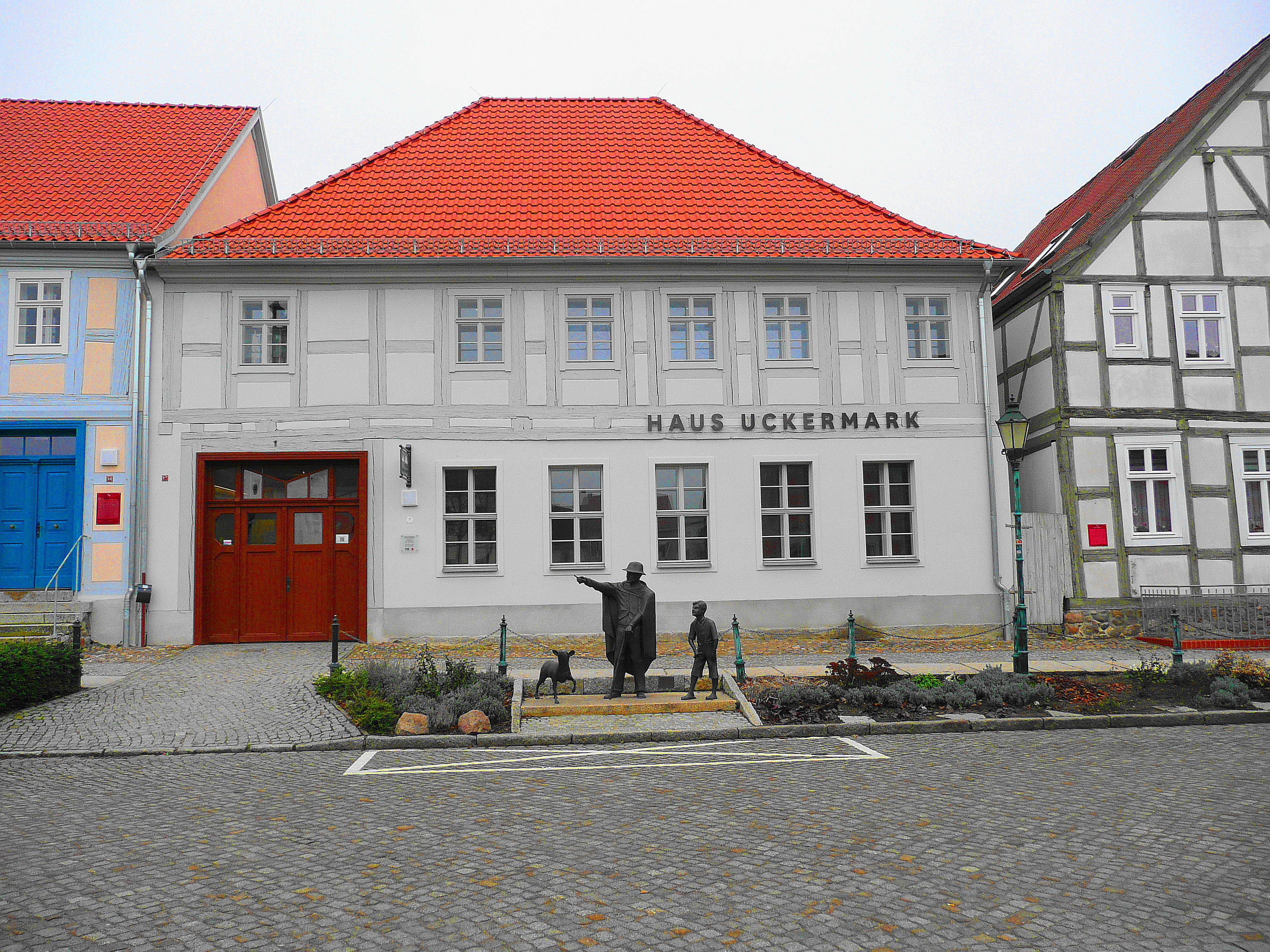
Museum Angermünde (gebouw uit plm. 1698)
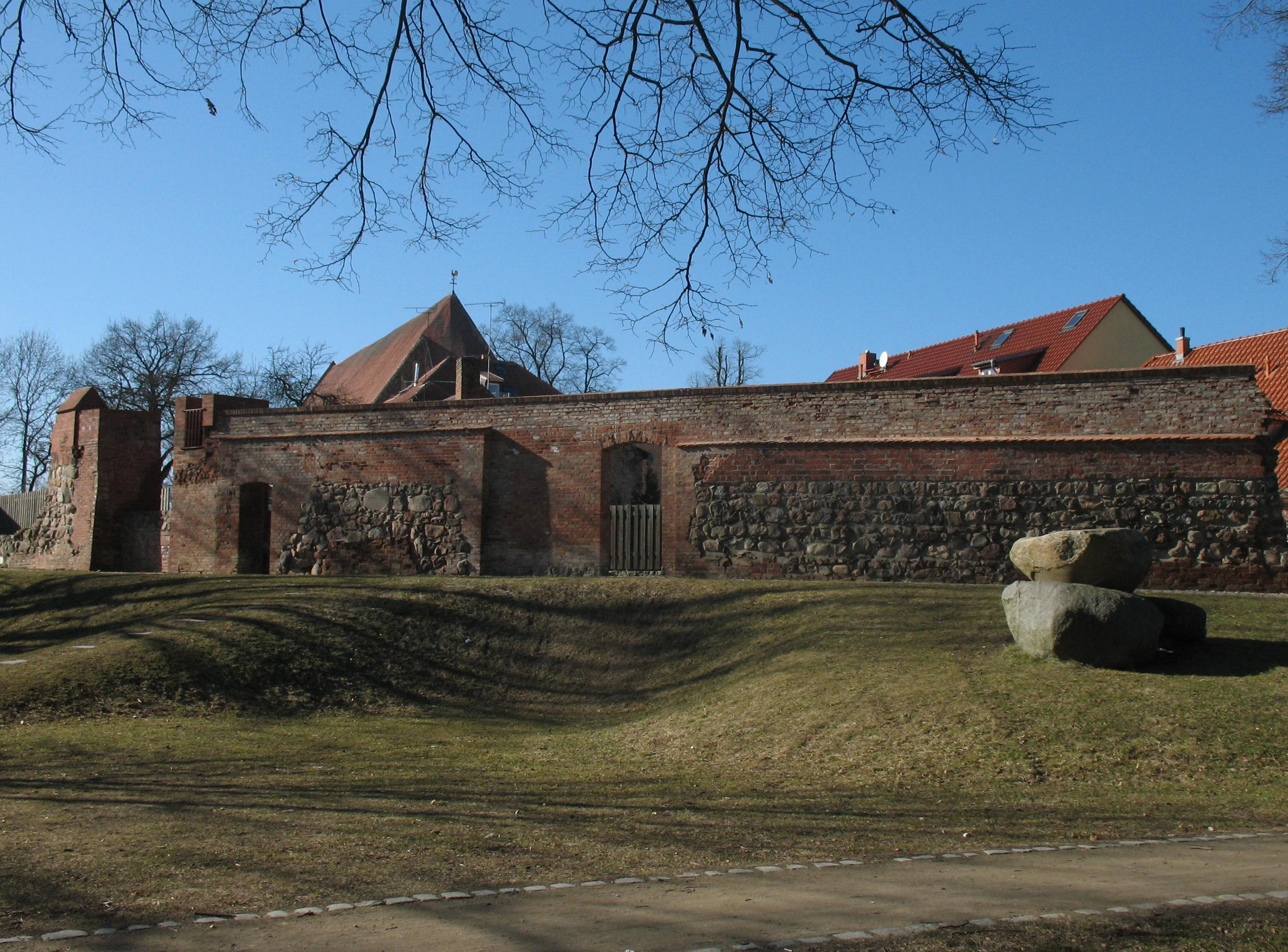
Stadsmuur bij de Kaisergarten
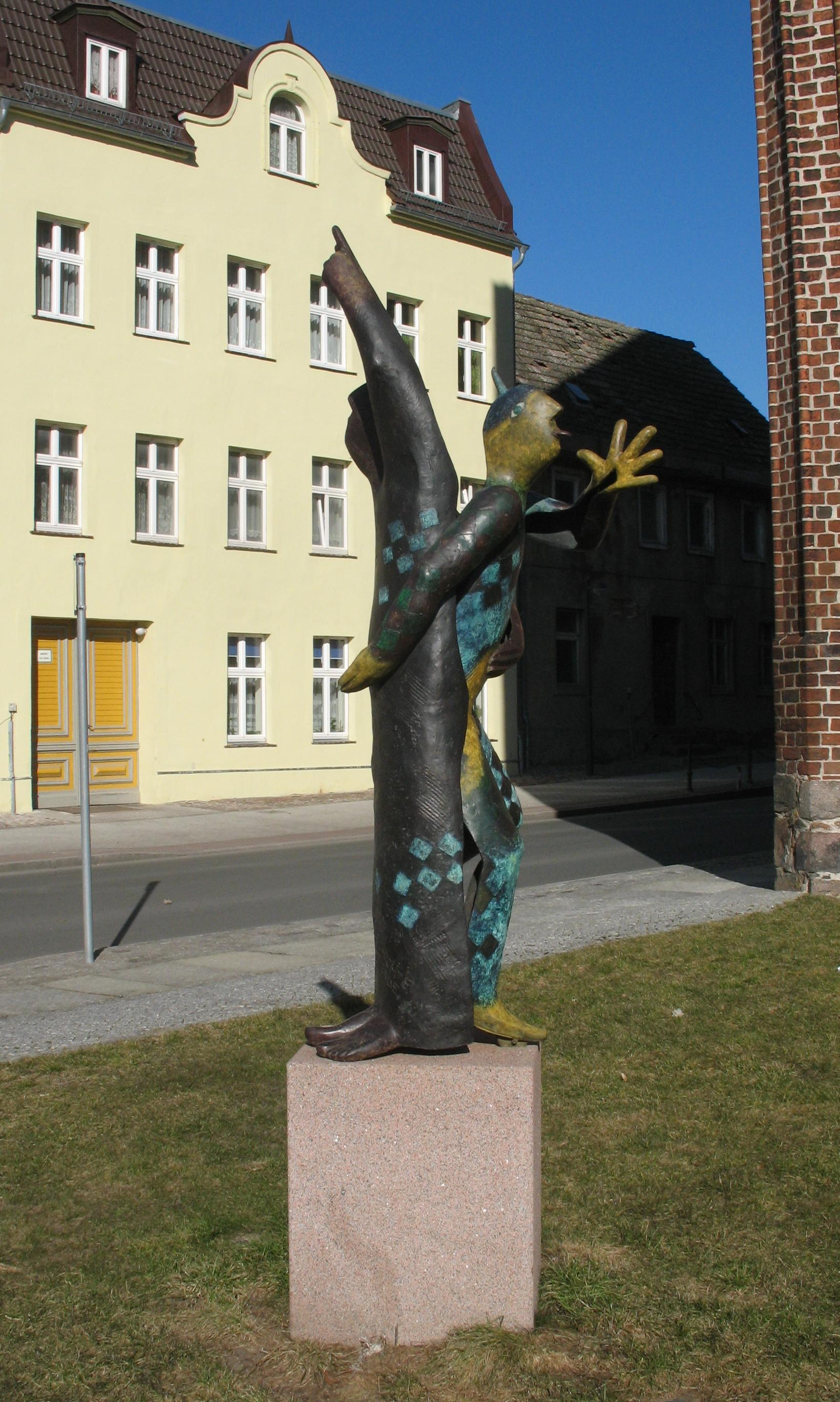
Sculptuur door Christian Uhlig Verhaal zonder eind
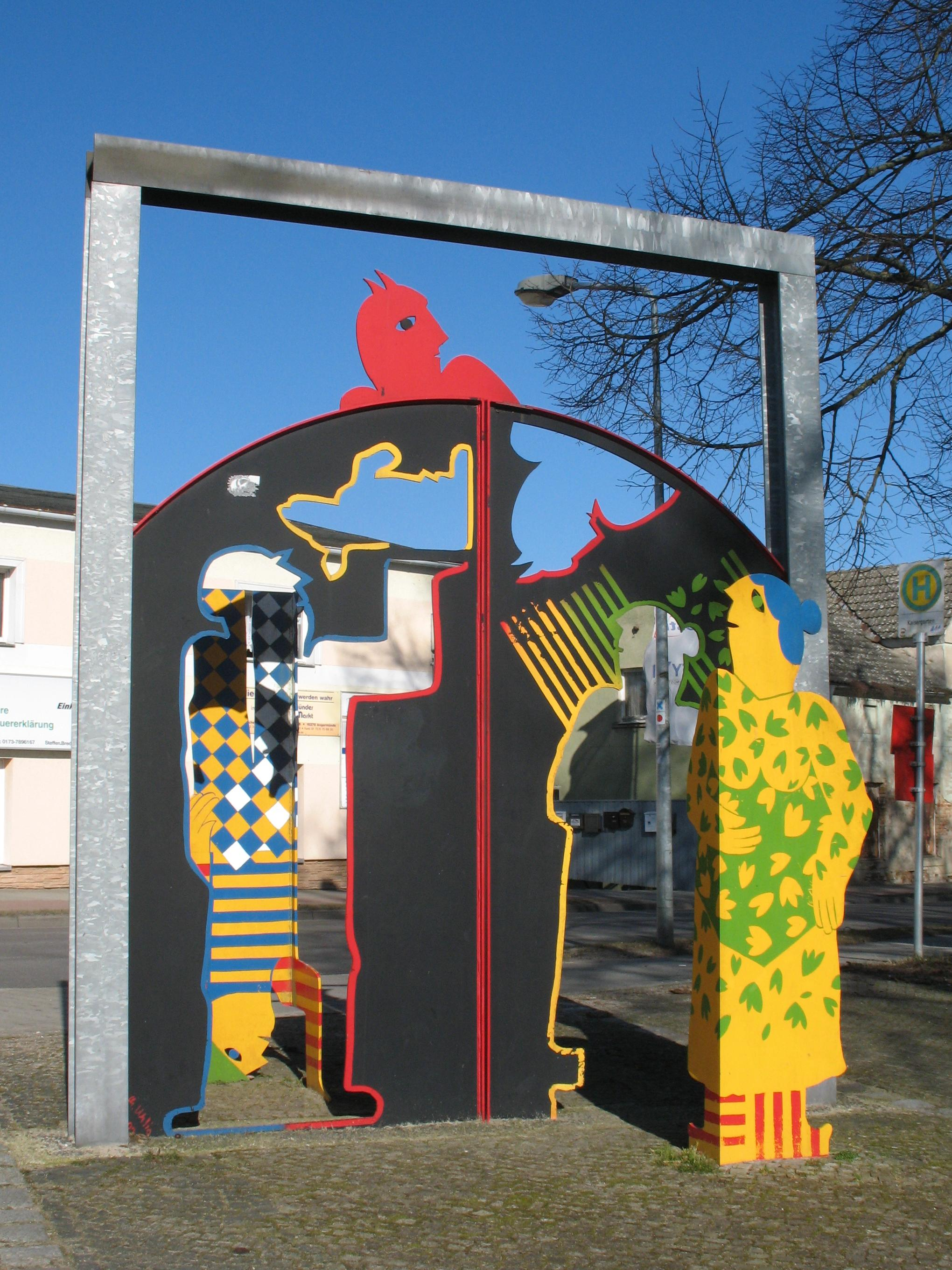
Sculptuur door Christian Uhlig CloseOpen
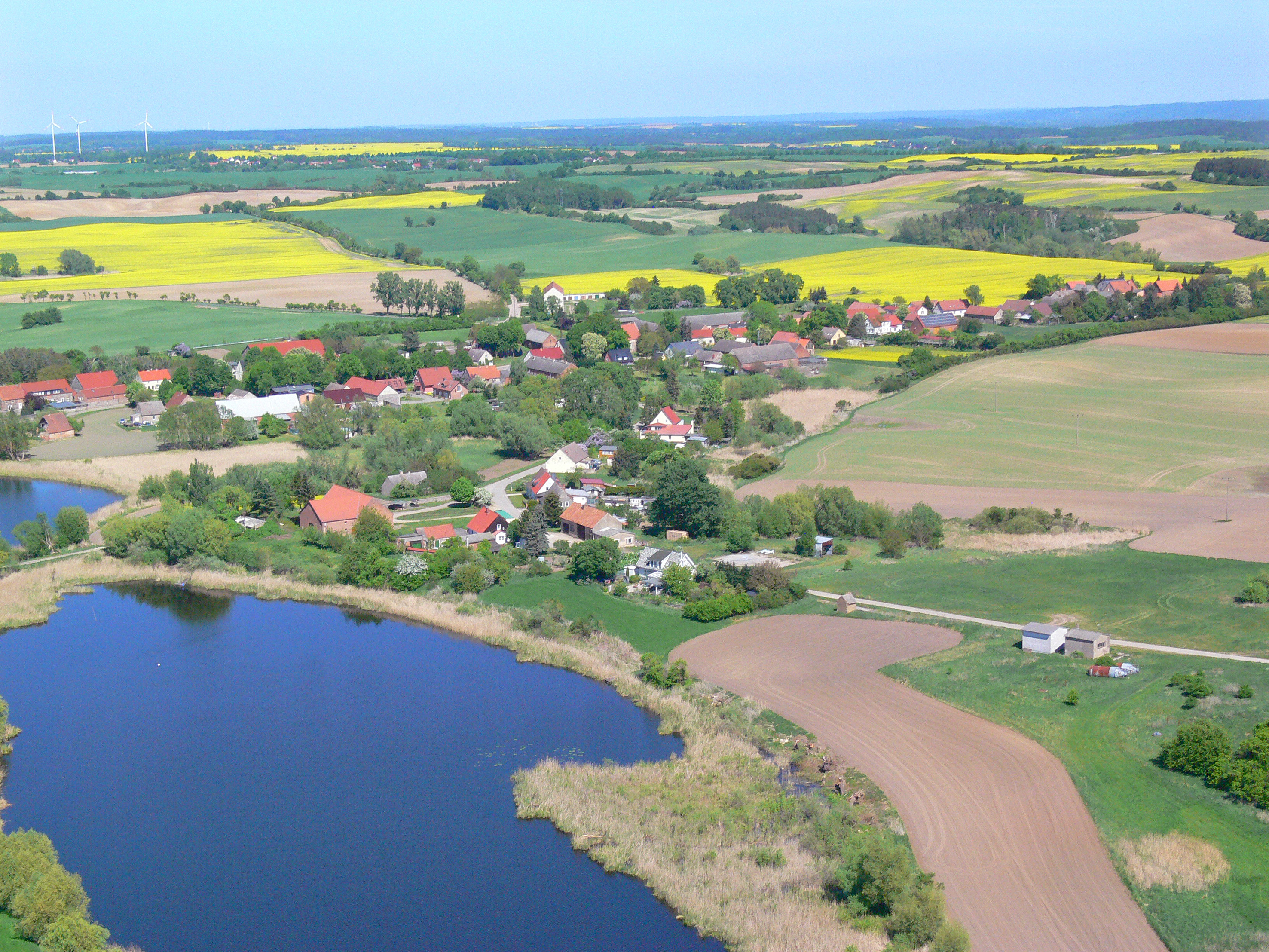
Bölkendorf met de Dammsee
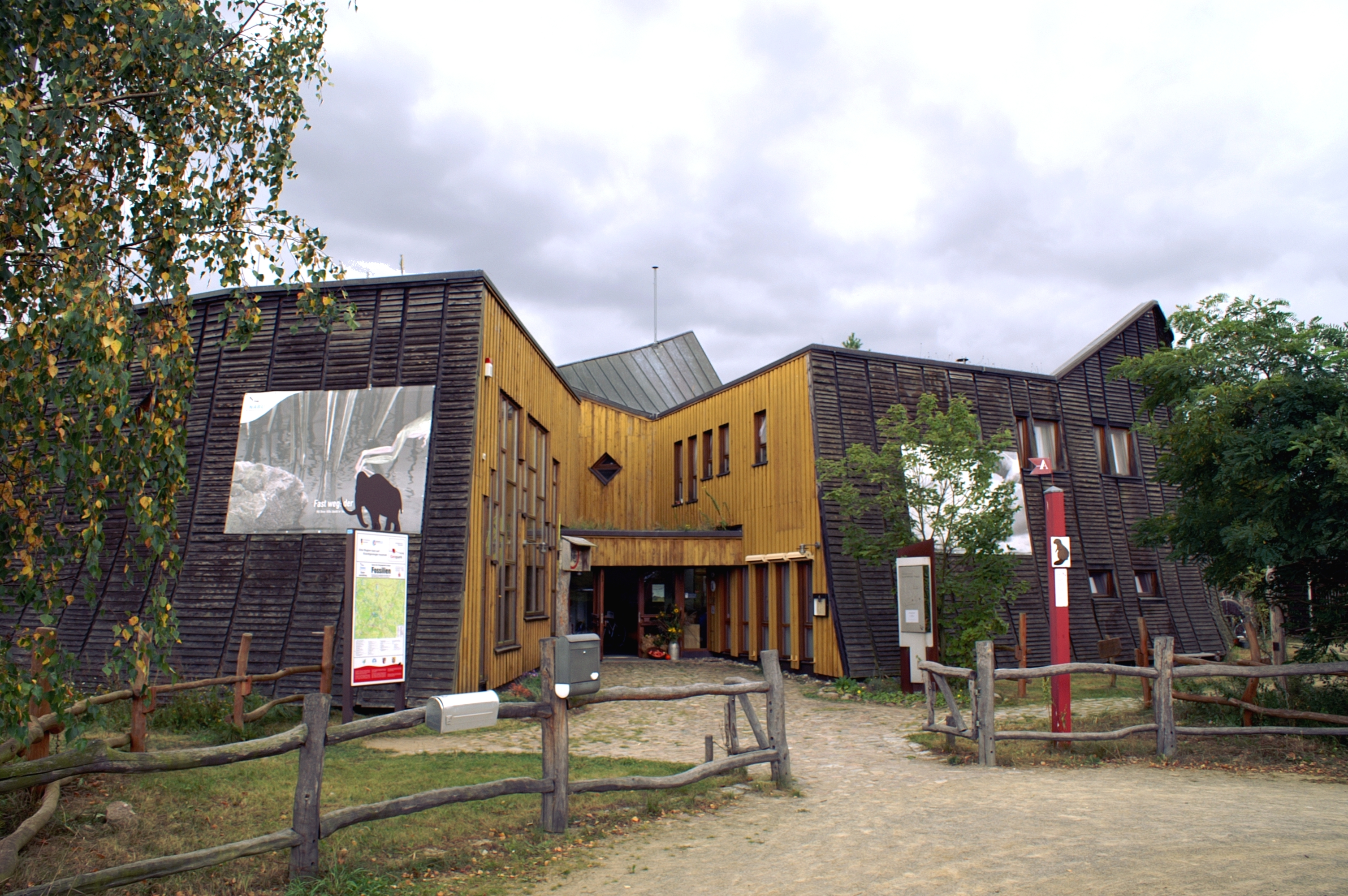
NABU-bezoekerscentrum Blumberger Mühle
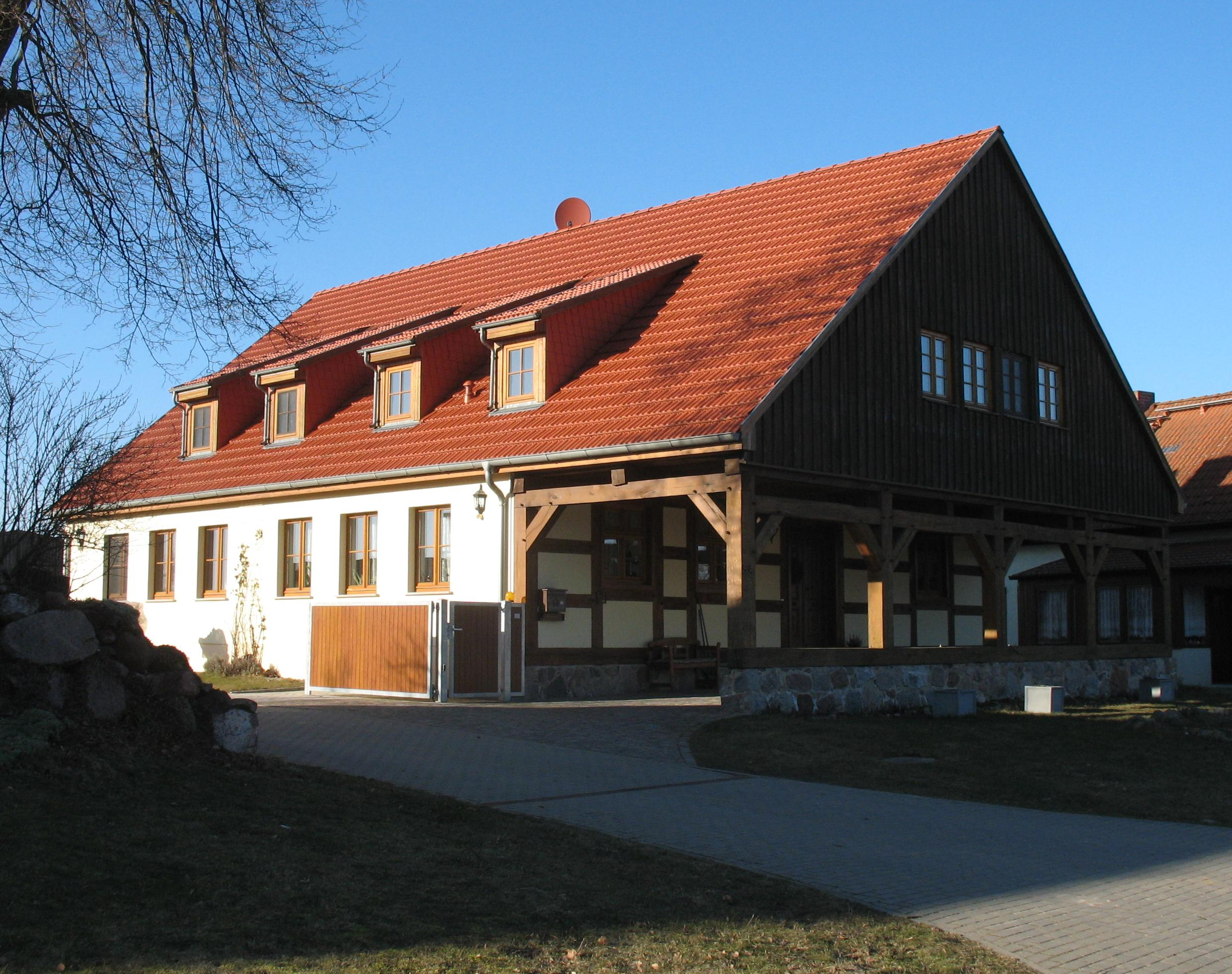
Oud huis te Schmiedeberg (1)
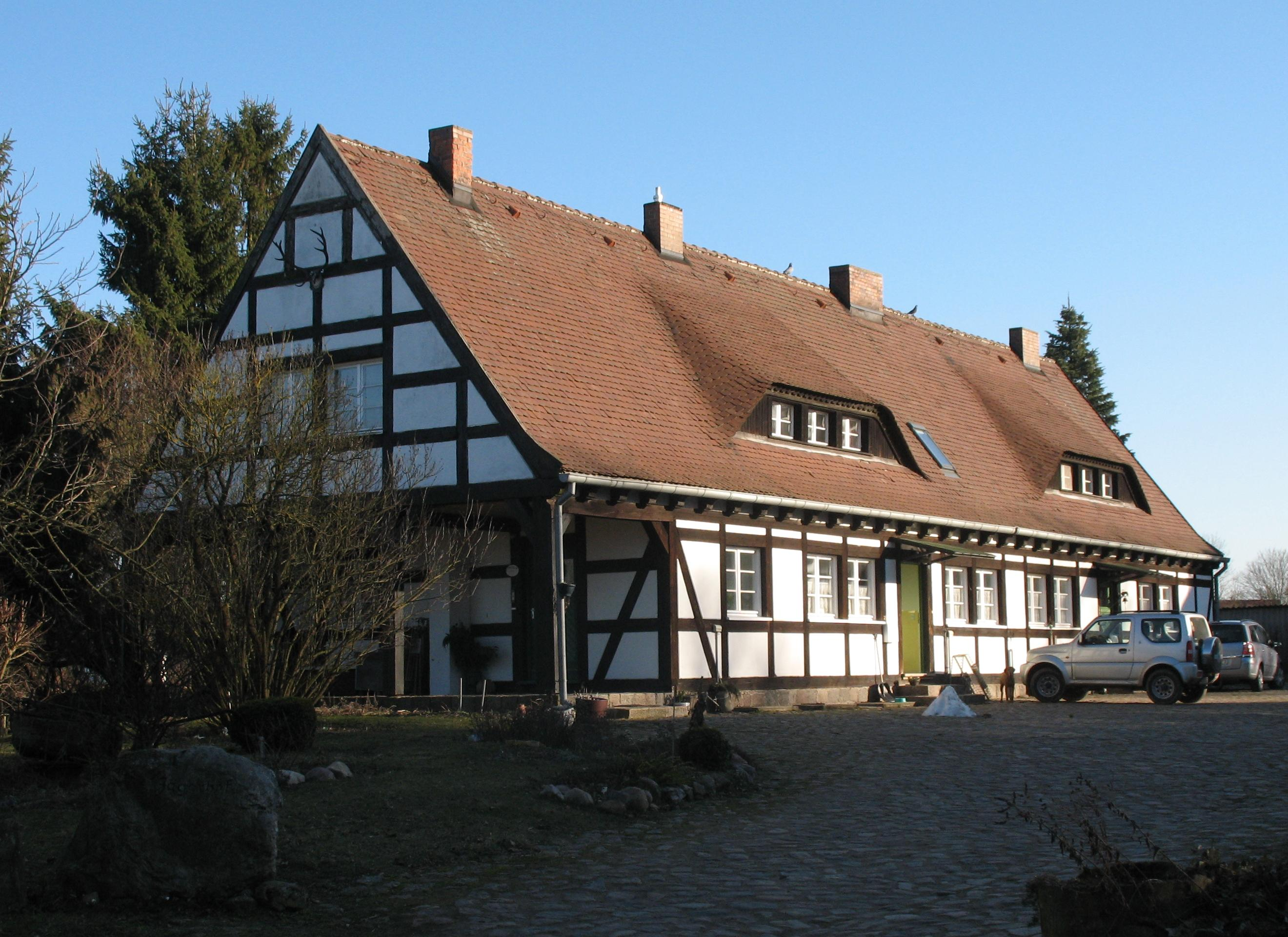
Oud huis te Schmiedeberg (2)
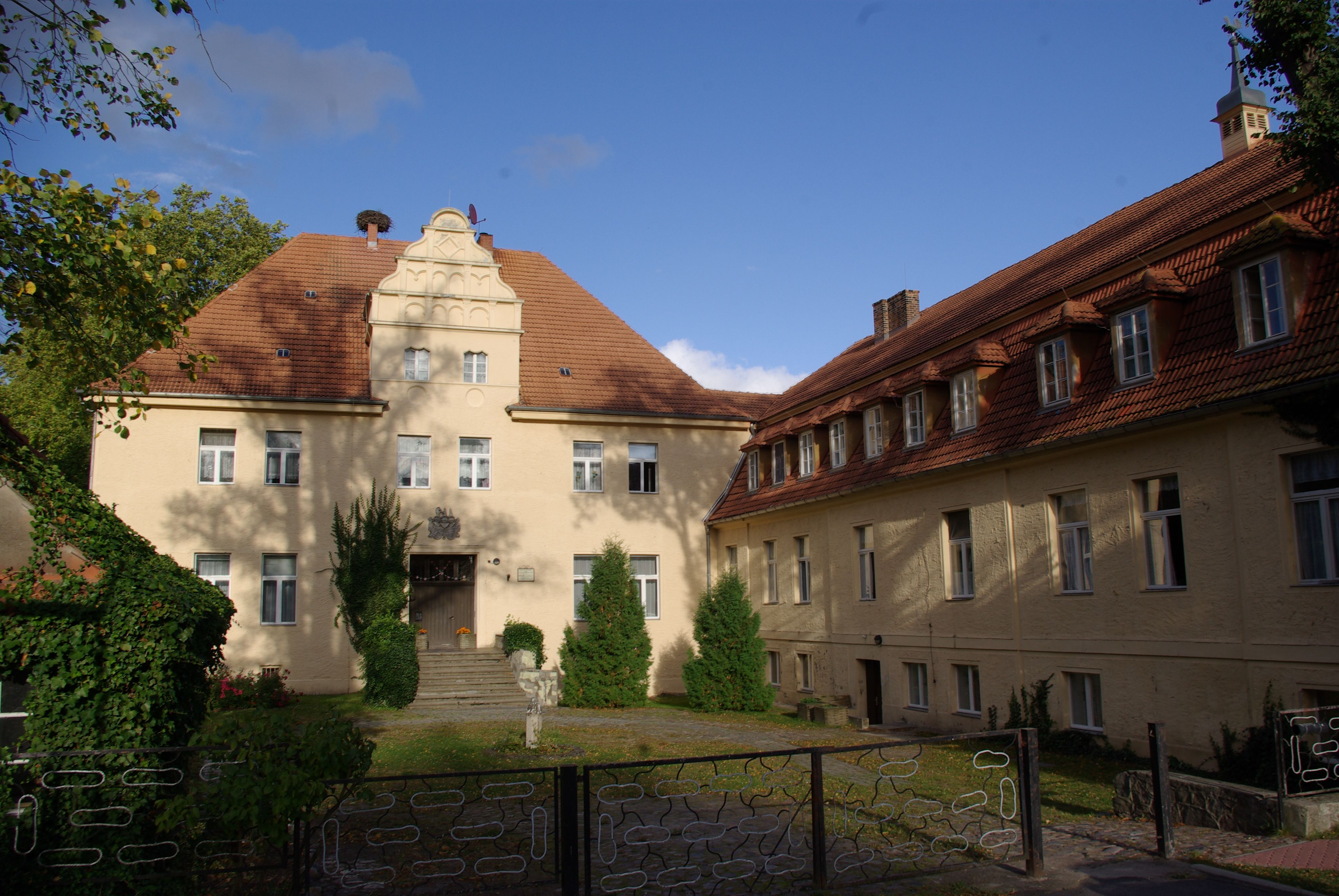
Voormalig landhuis te Stolpe, in gebruik als kindertehuis
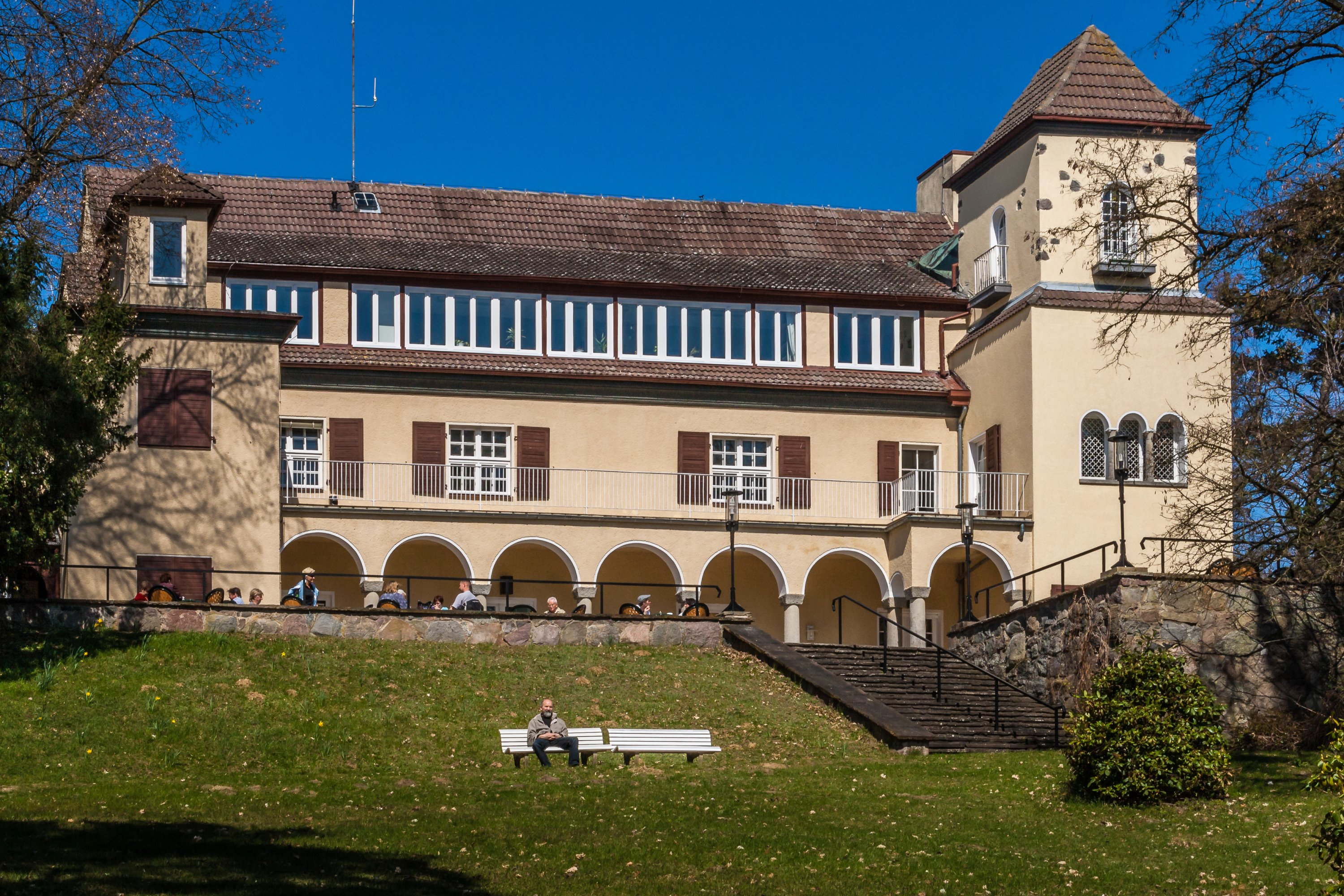
Voormalig landhuis te Wolletz, in gebruik als ziekenhuis

### Dorpskerken in de gemeente
Tenzij anders vermeld, zijn deze in de 13e eeuw gebouwd.

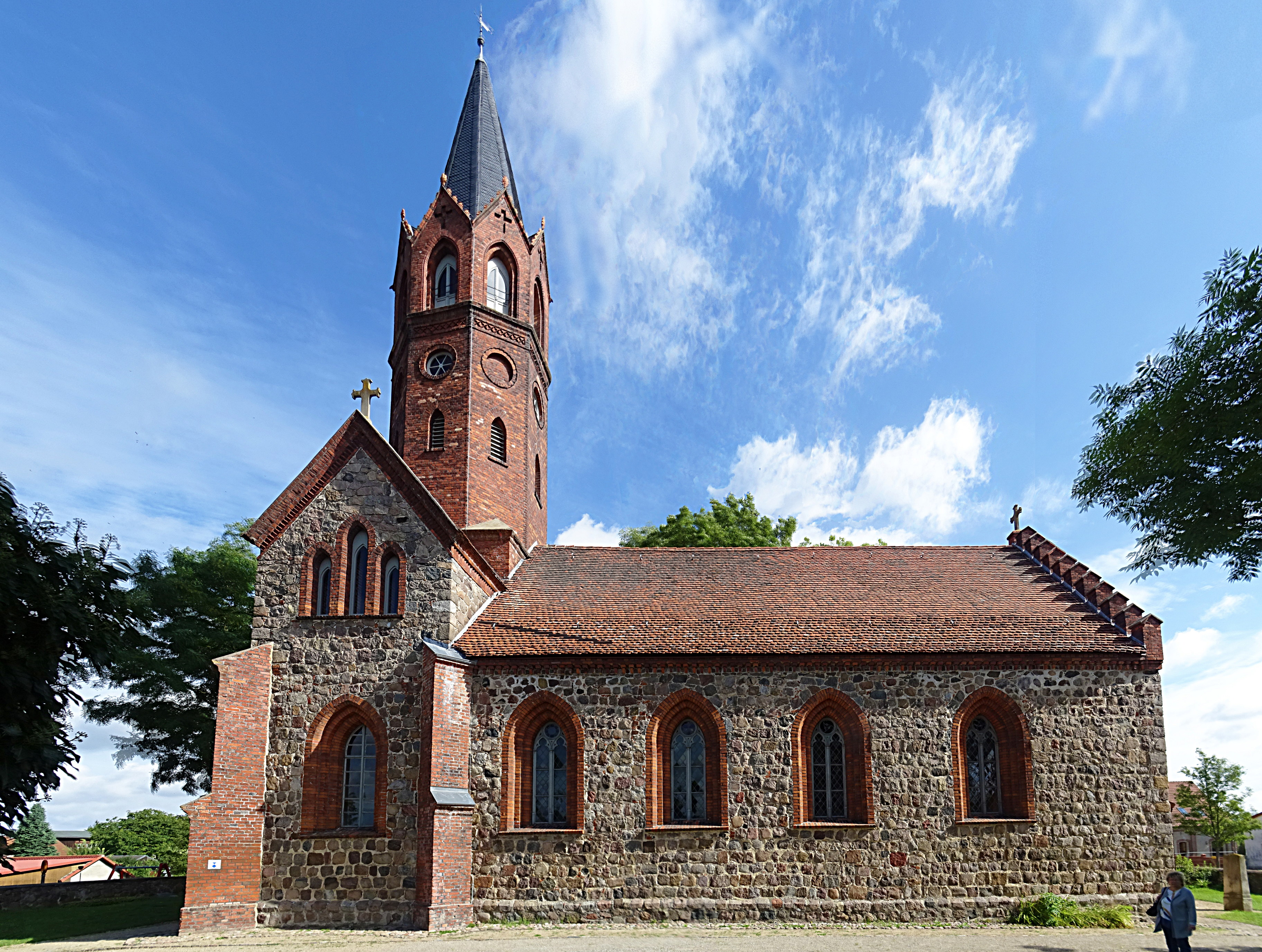
Altkünkendorf
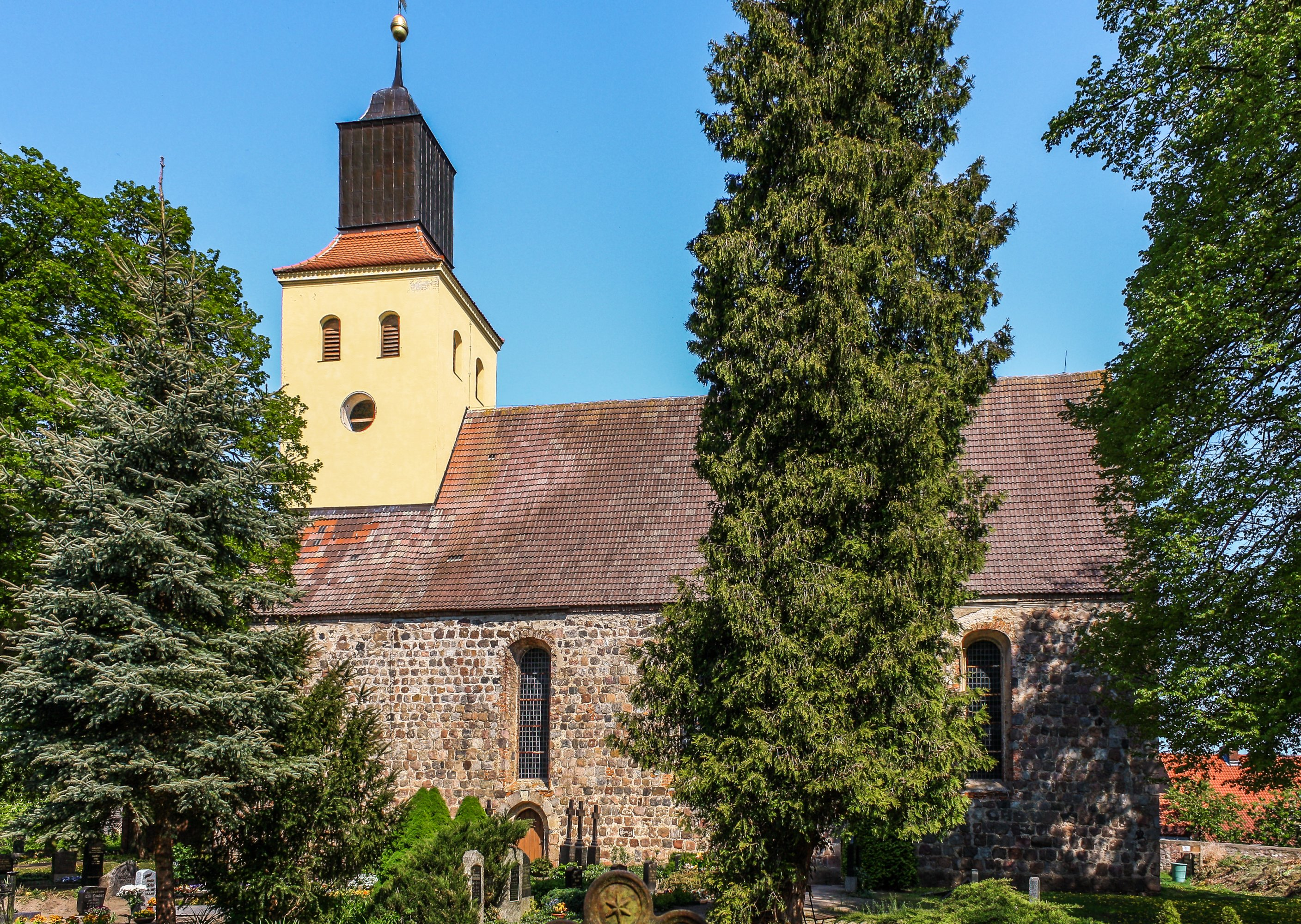
Biesenbrow
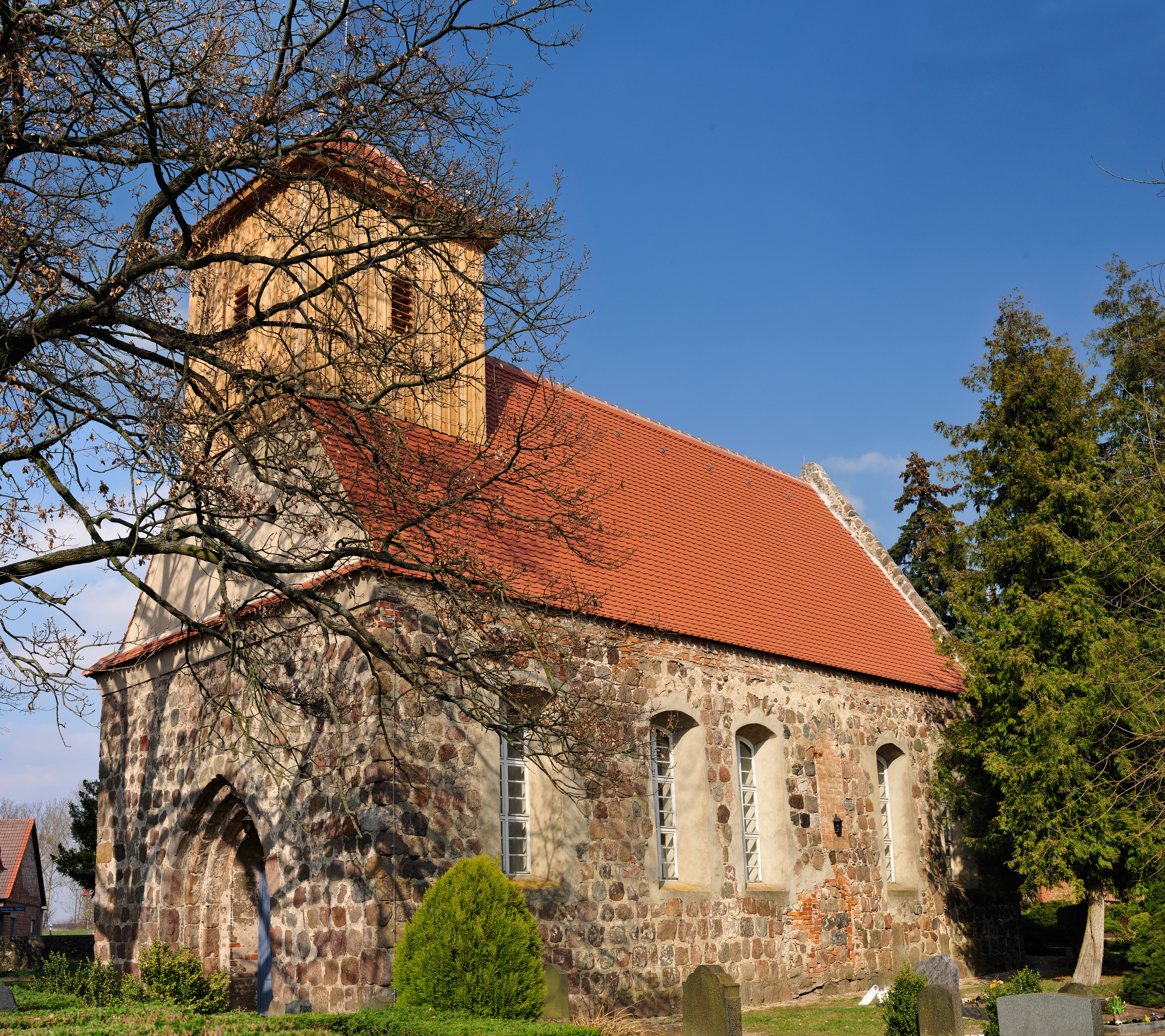
Bölkendorf
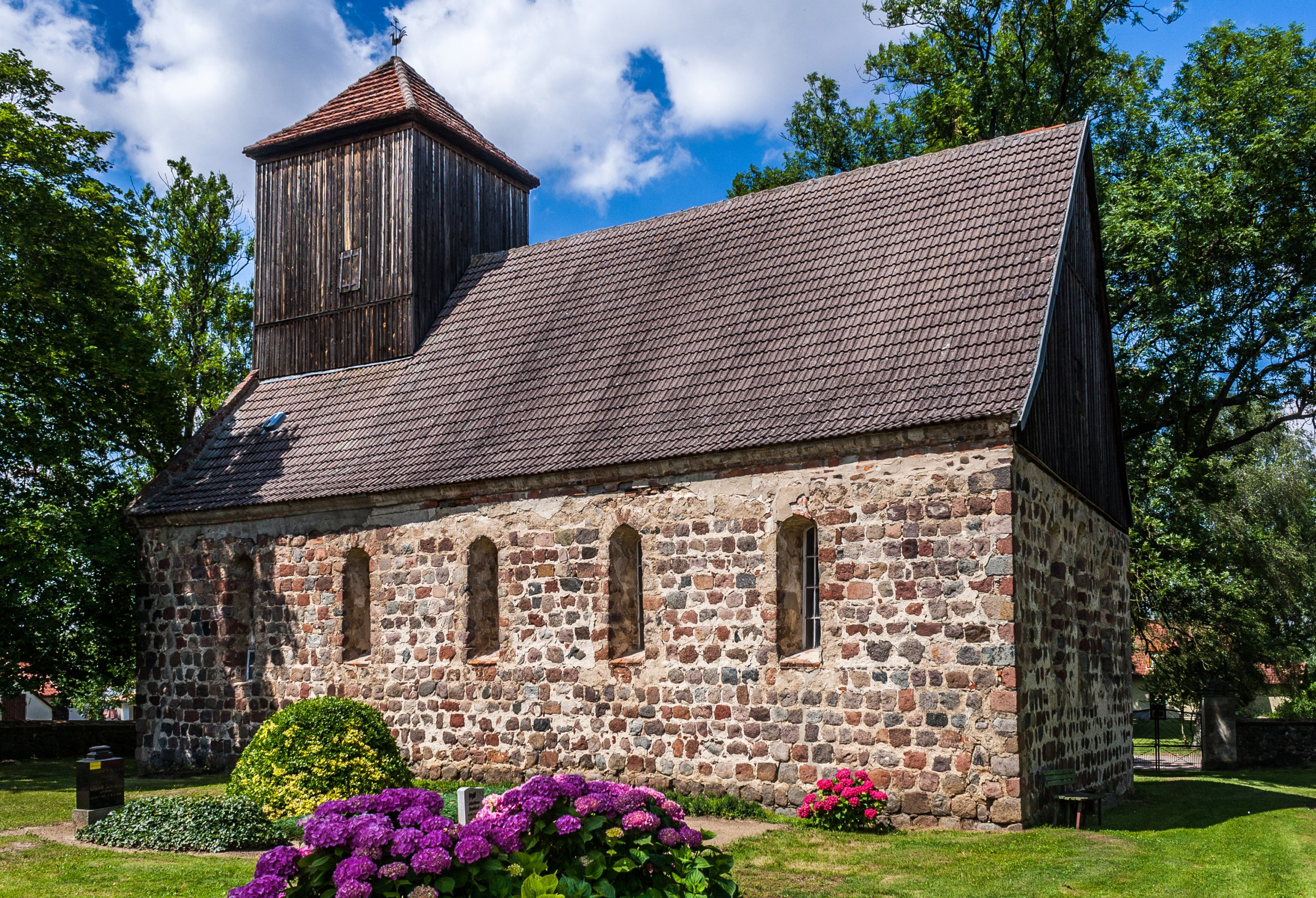
Bruchhagen
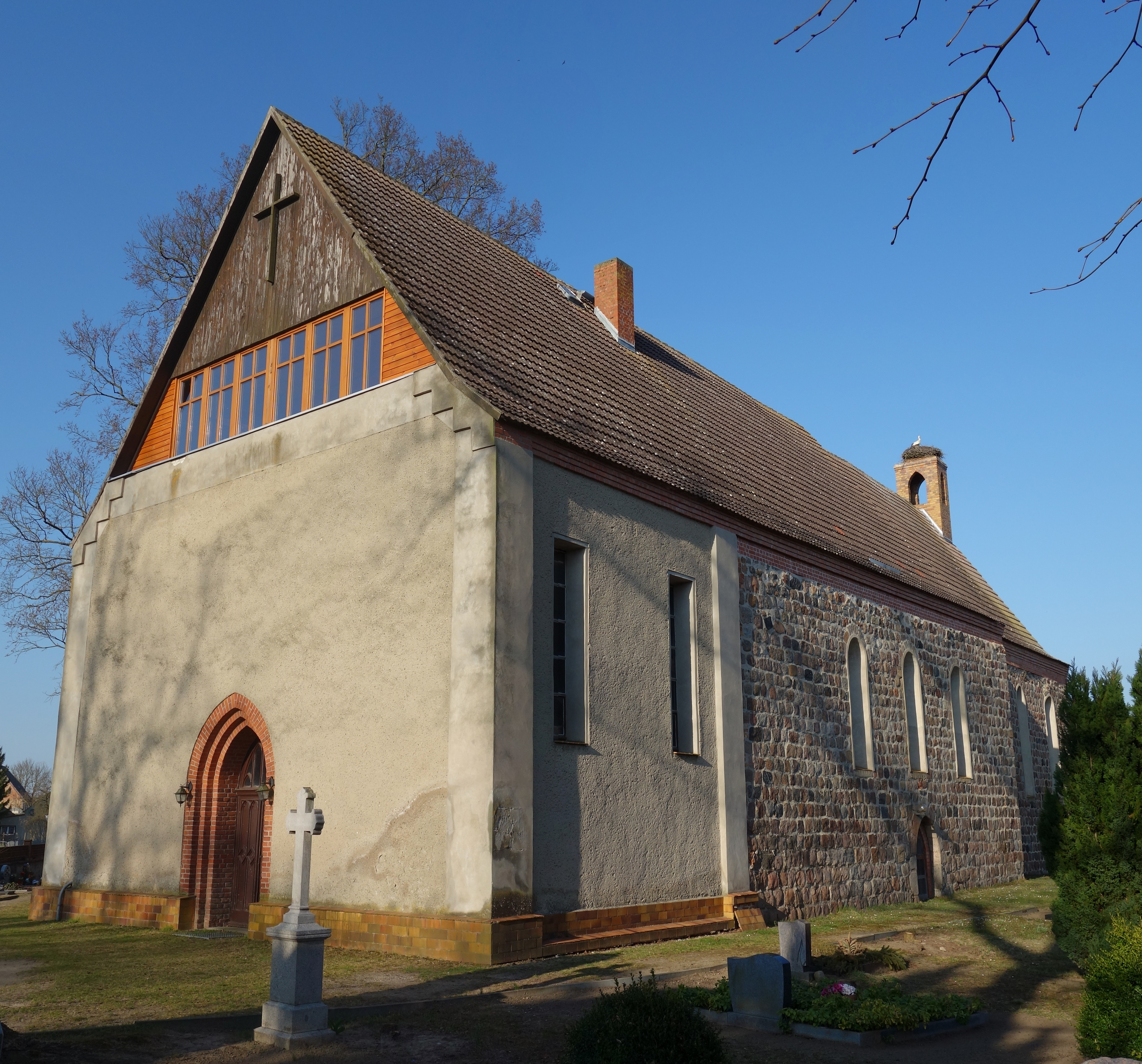
Crussow
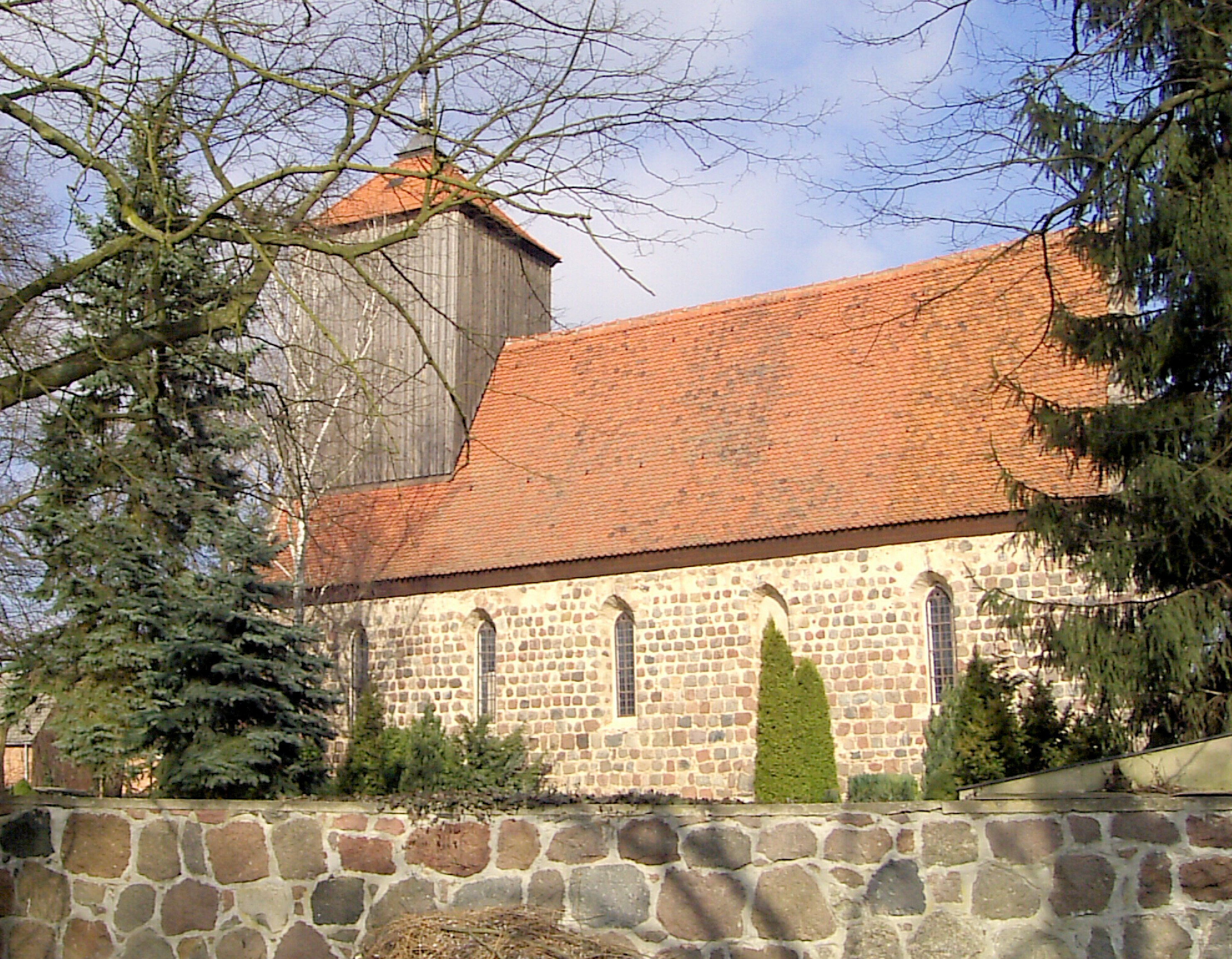
Dobberzin
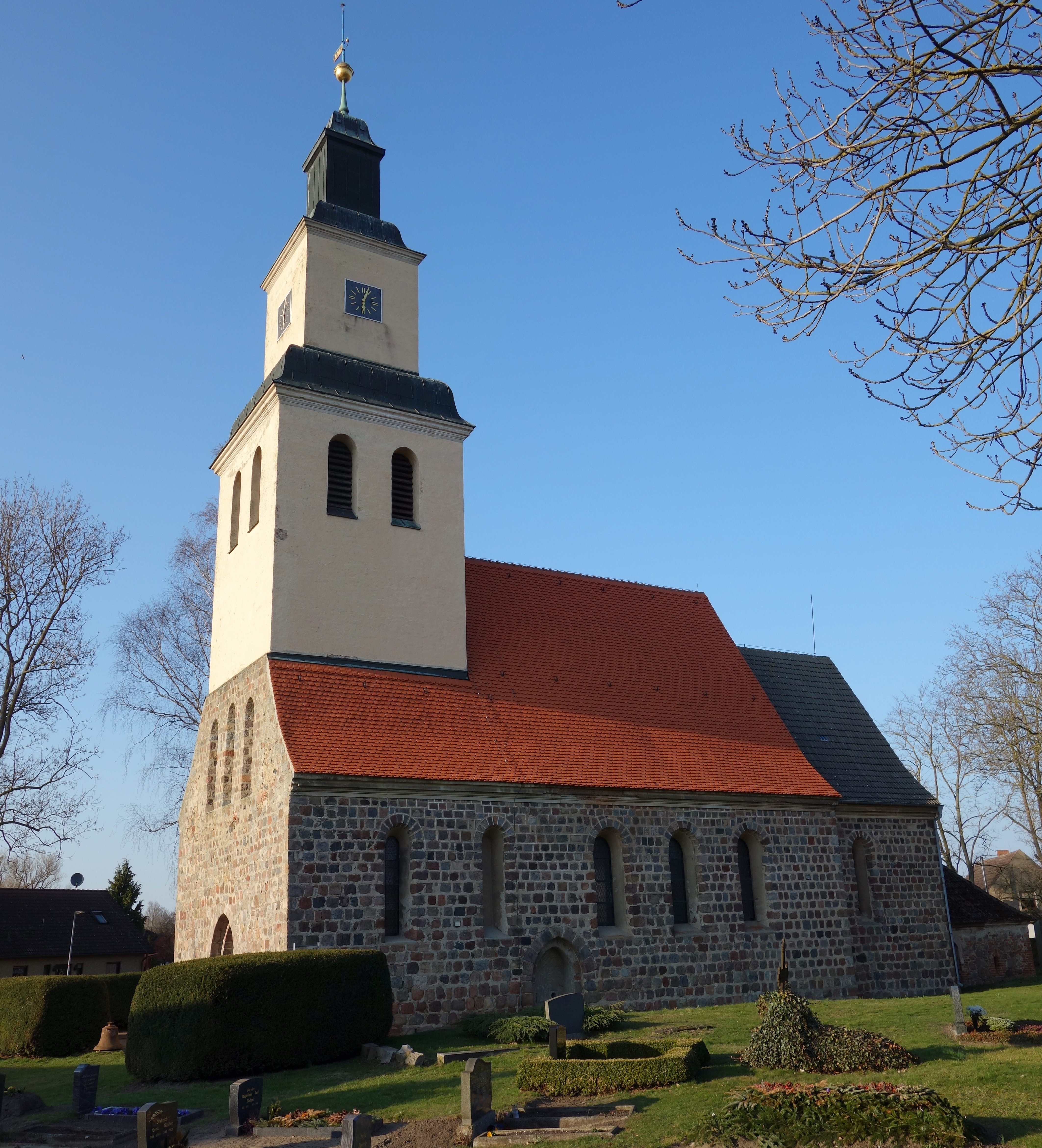
Frauenhagen
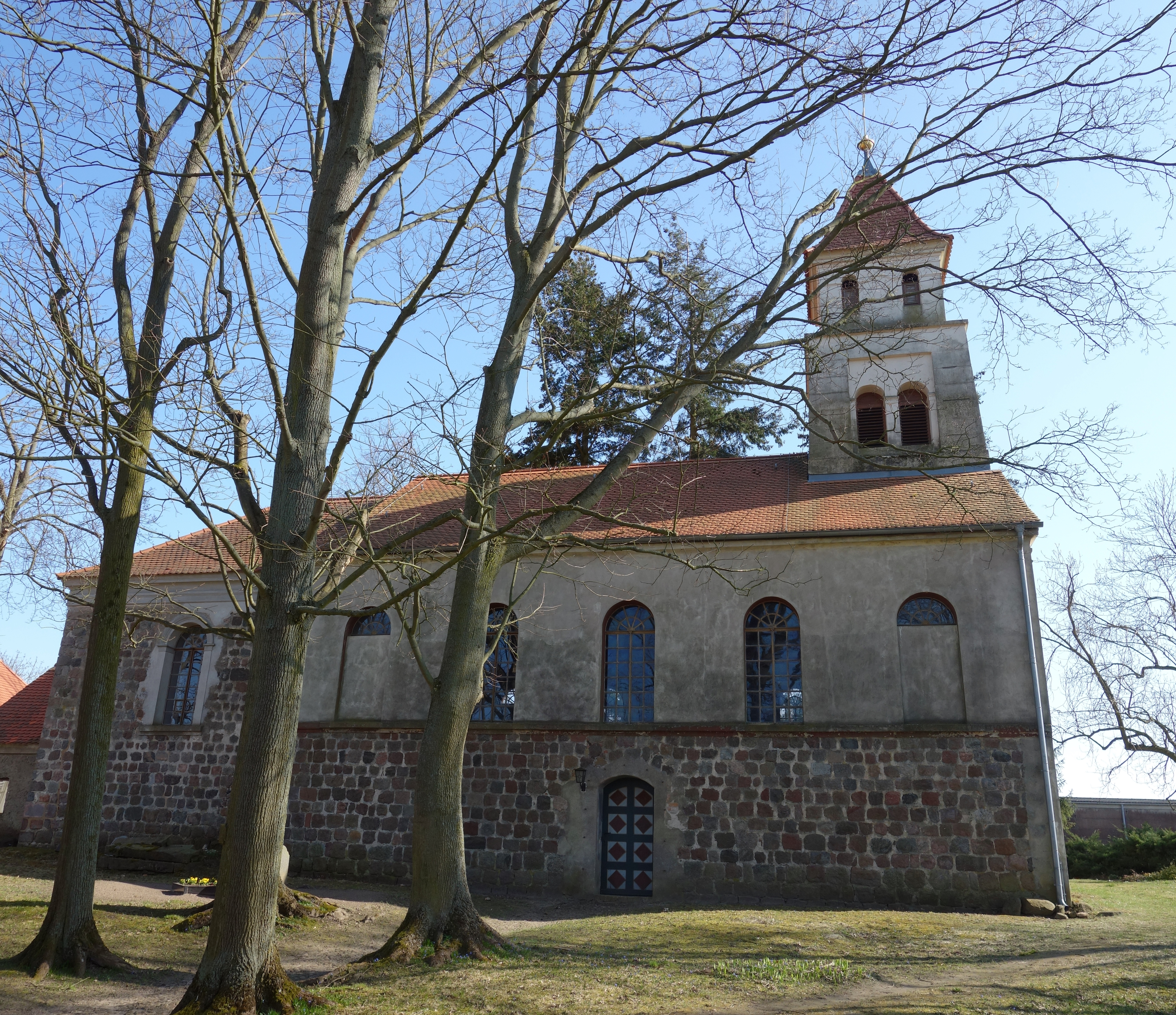
Gellmersdorf (in 1826 na brand herbouwd)
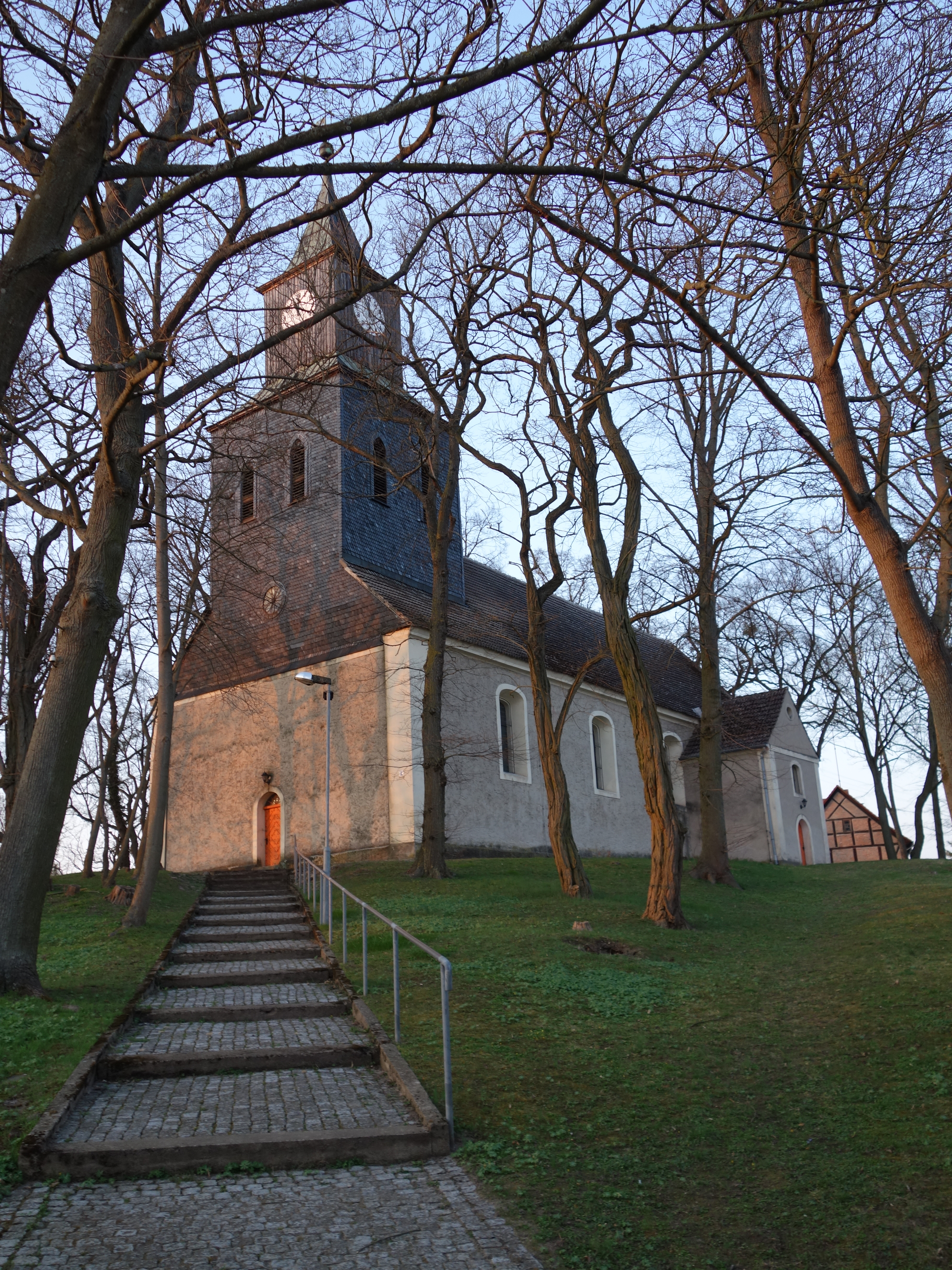
Greiffenberg (in 1724 na oorlogsschade herbouwd)
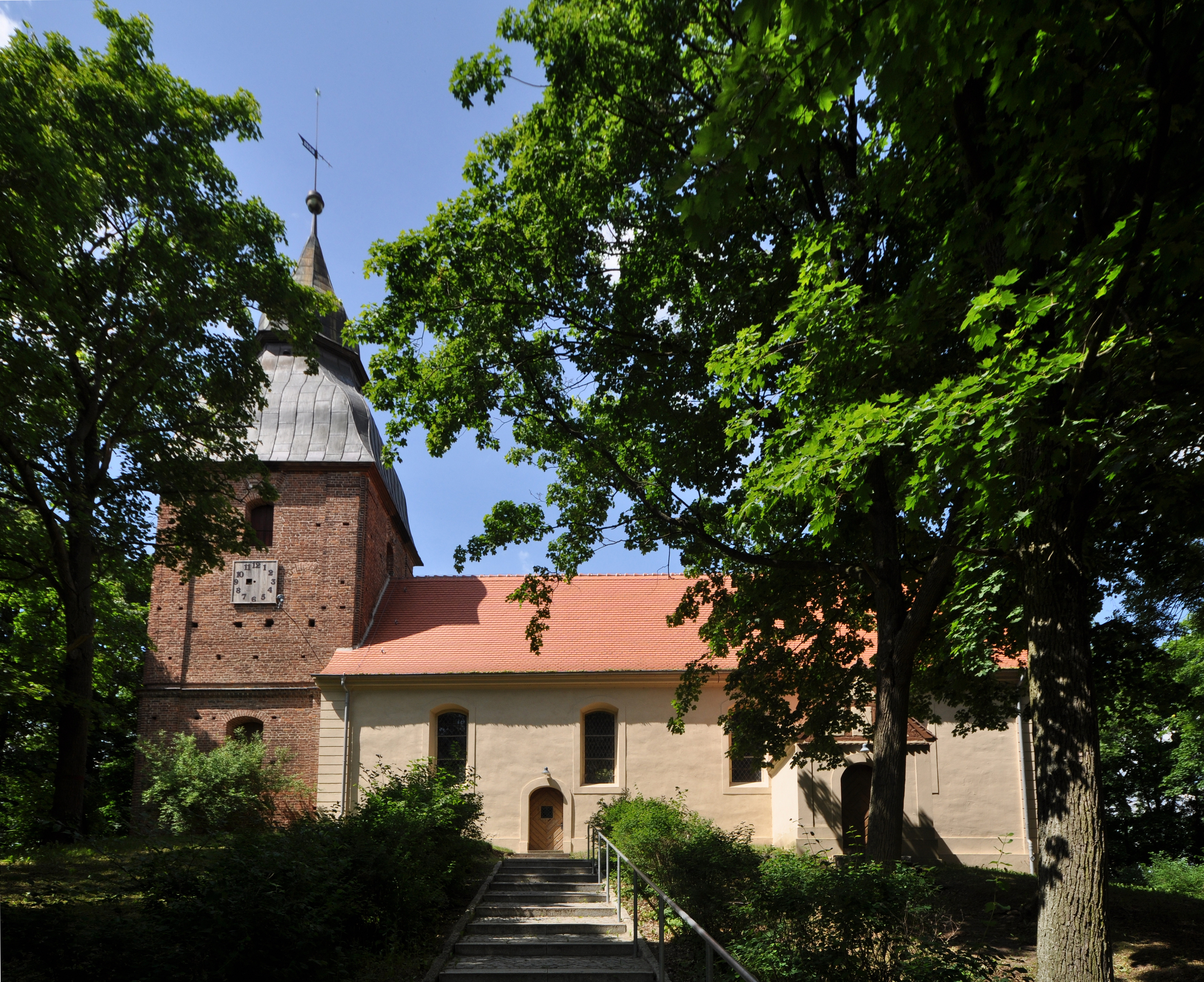
Günterberg (1723)
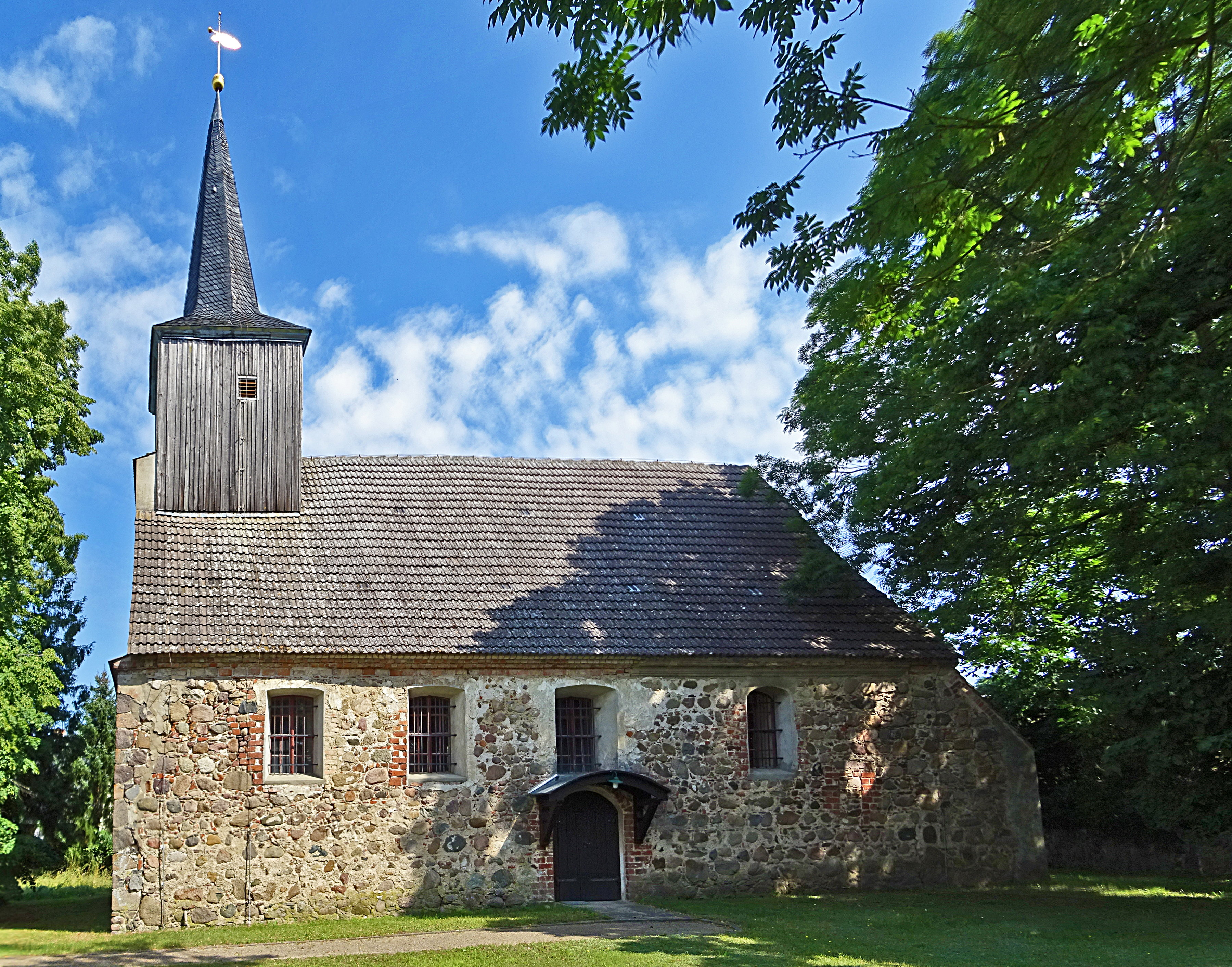
Herzsprung (1696)
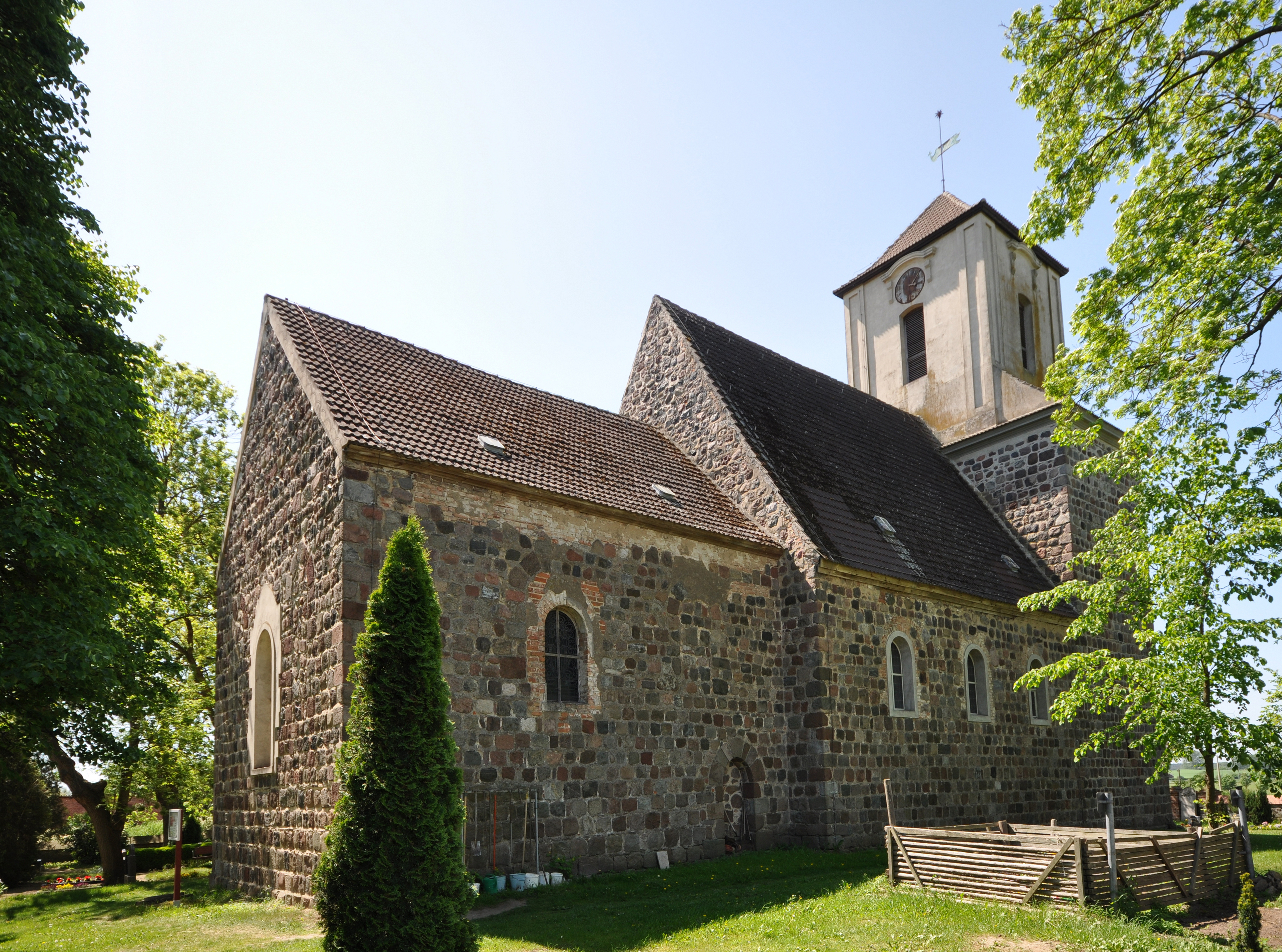
Kerkow
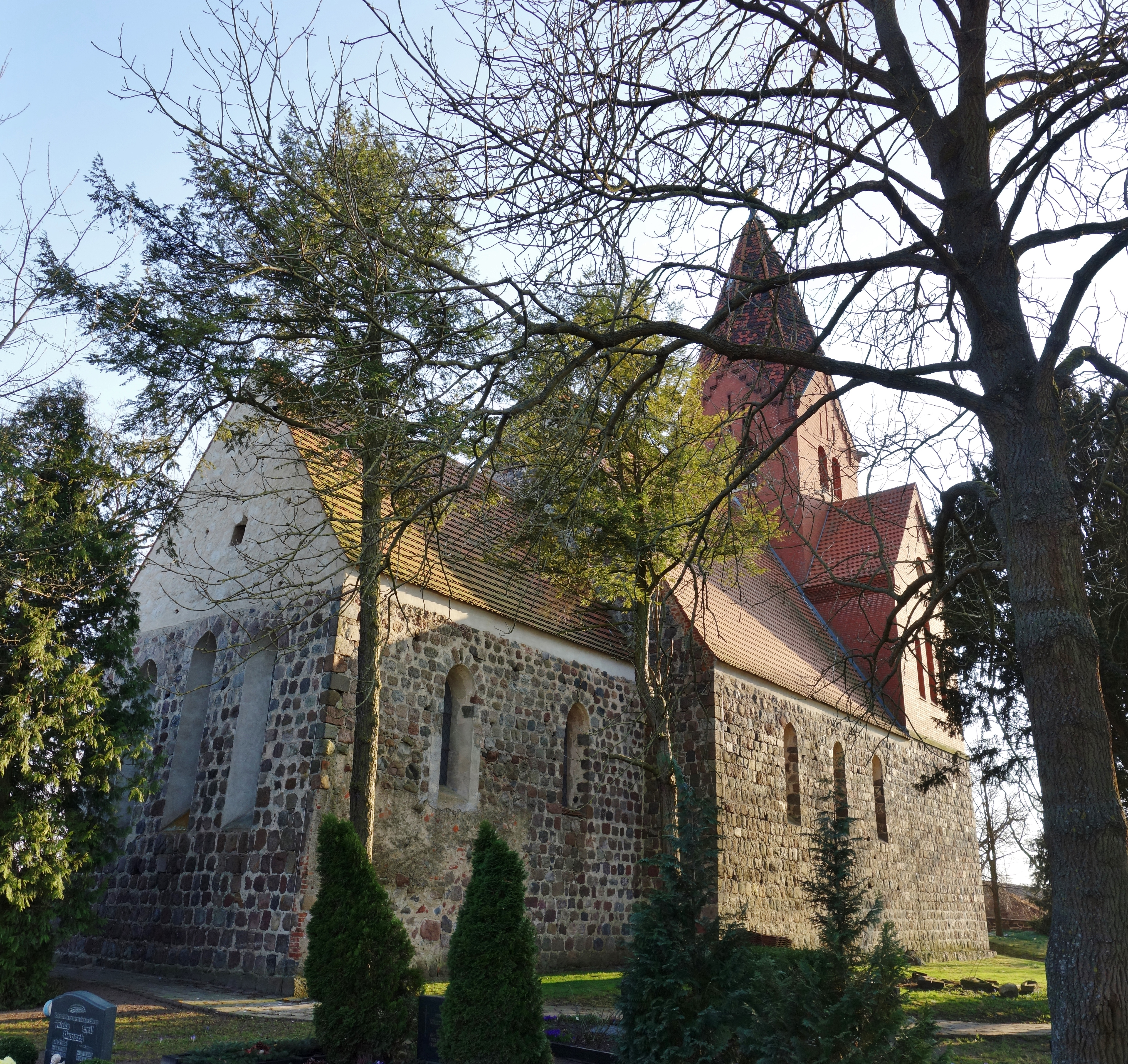
Mürow (in 1893 aanzienlijk uitgebreid)
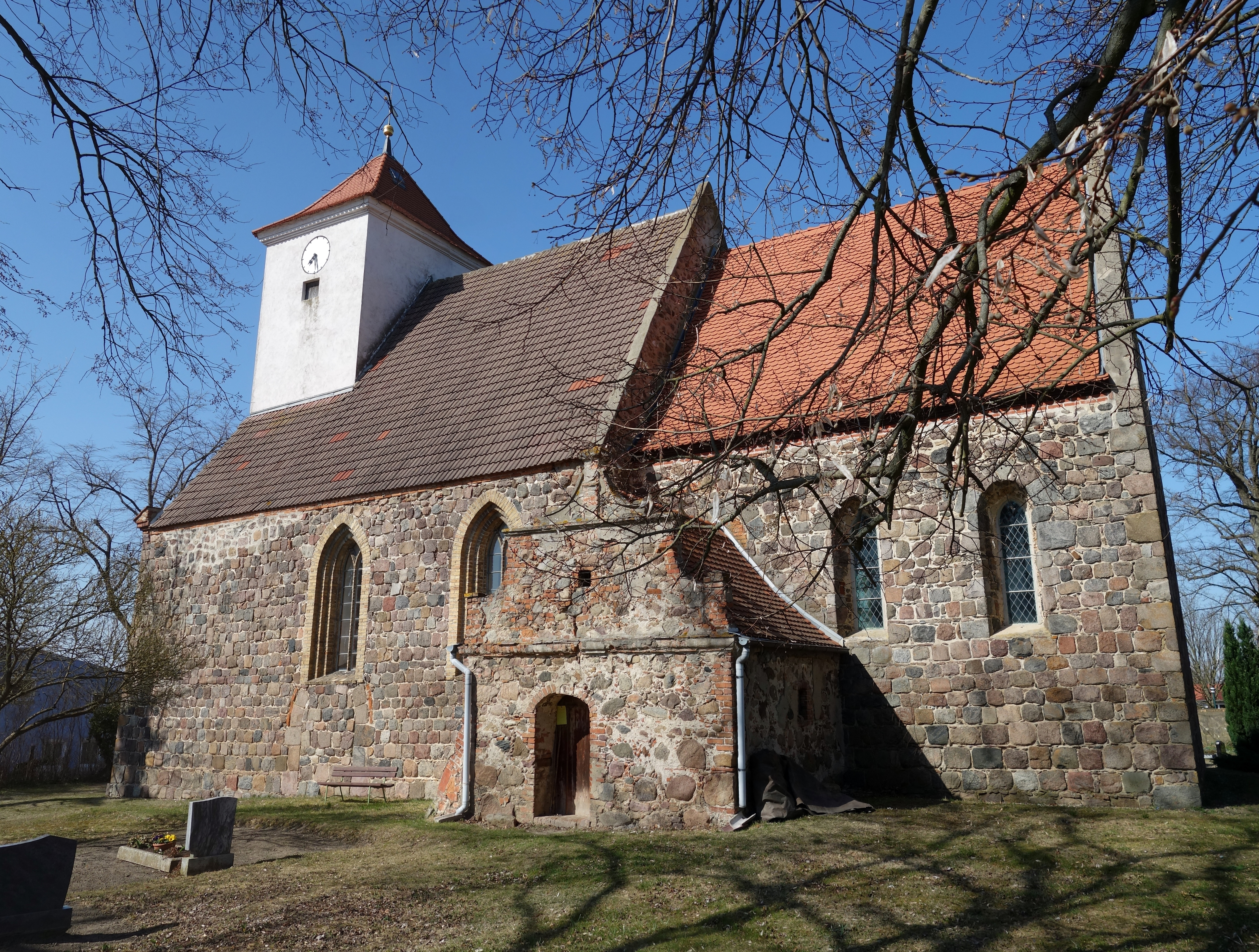
Neukünkendorf
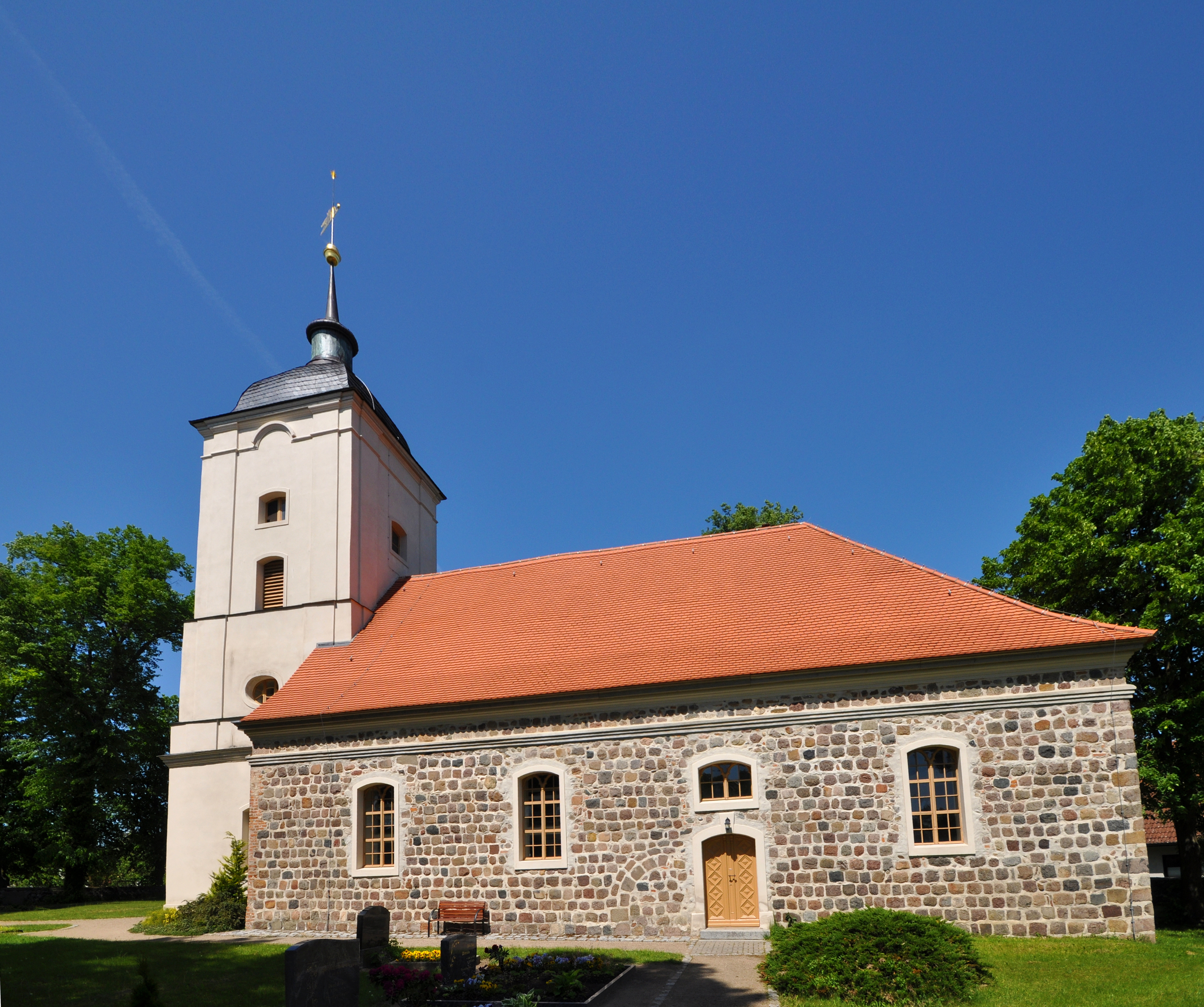
Schmargendorf
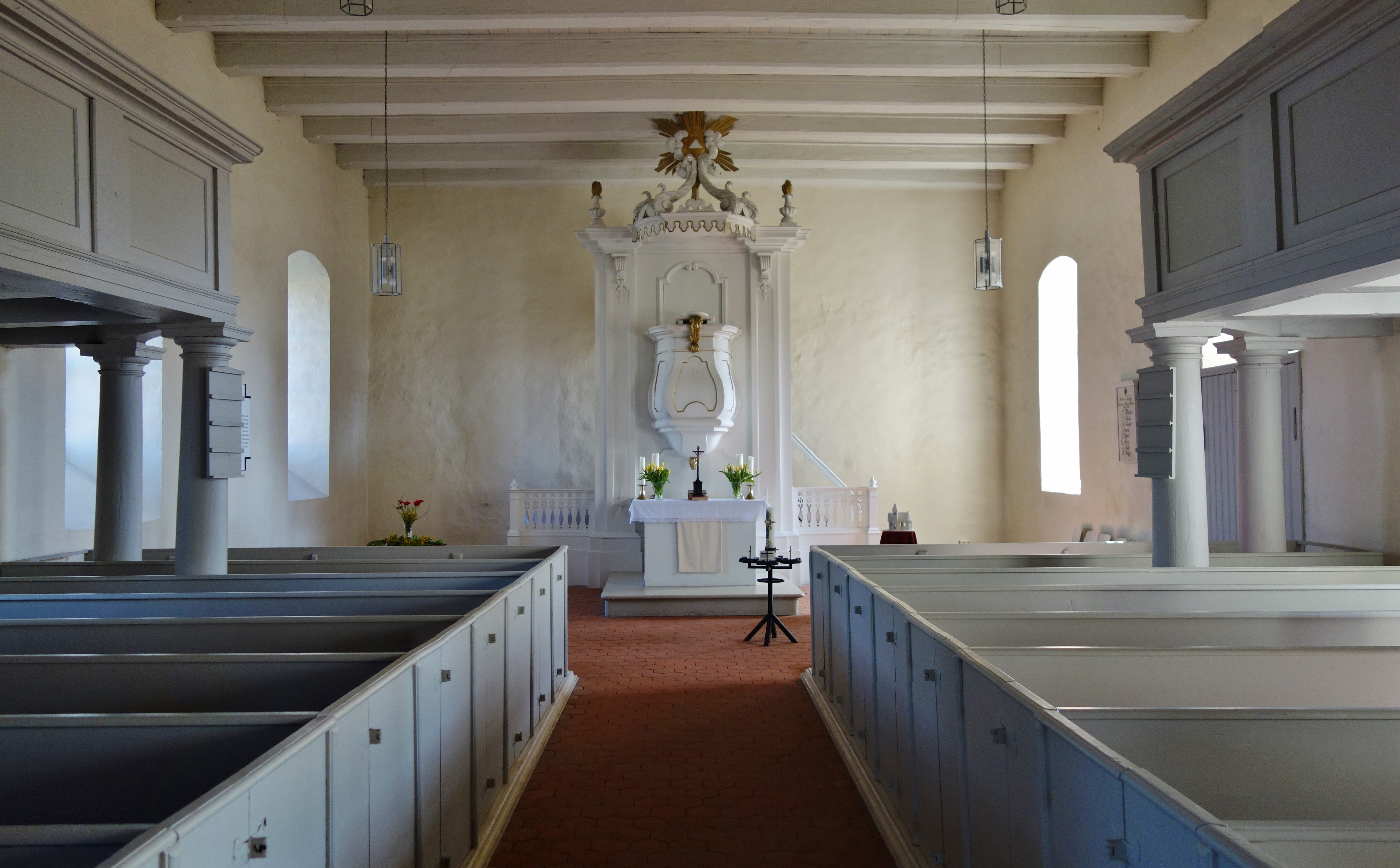
Interieur van dit kerkje
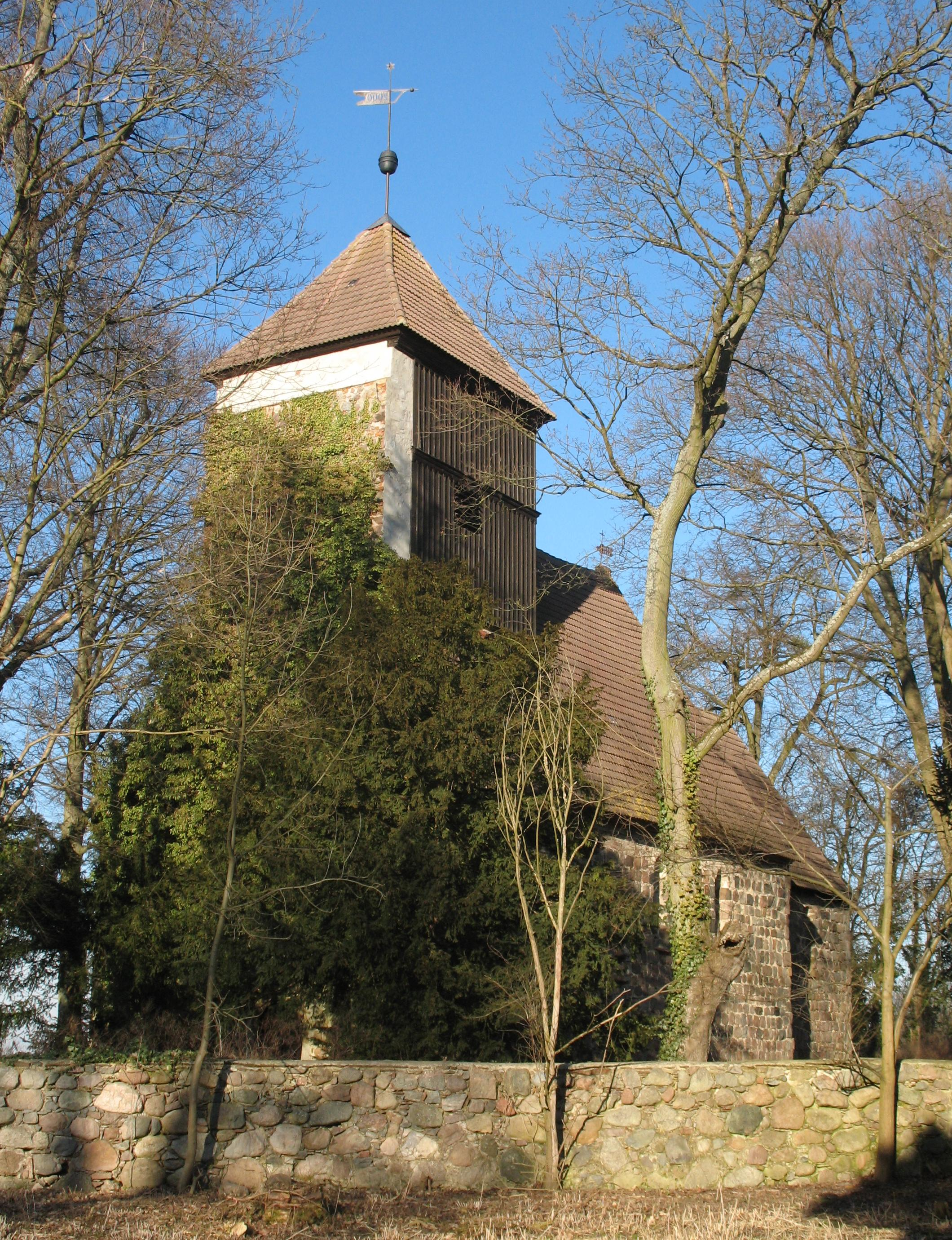
Schmiedeberg
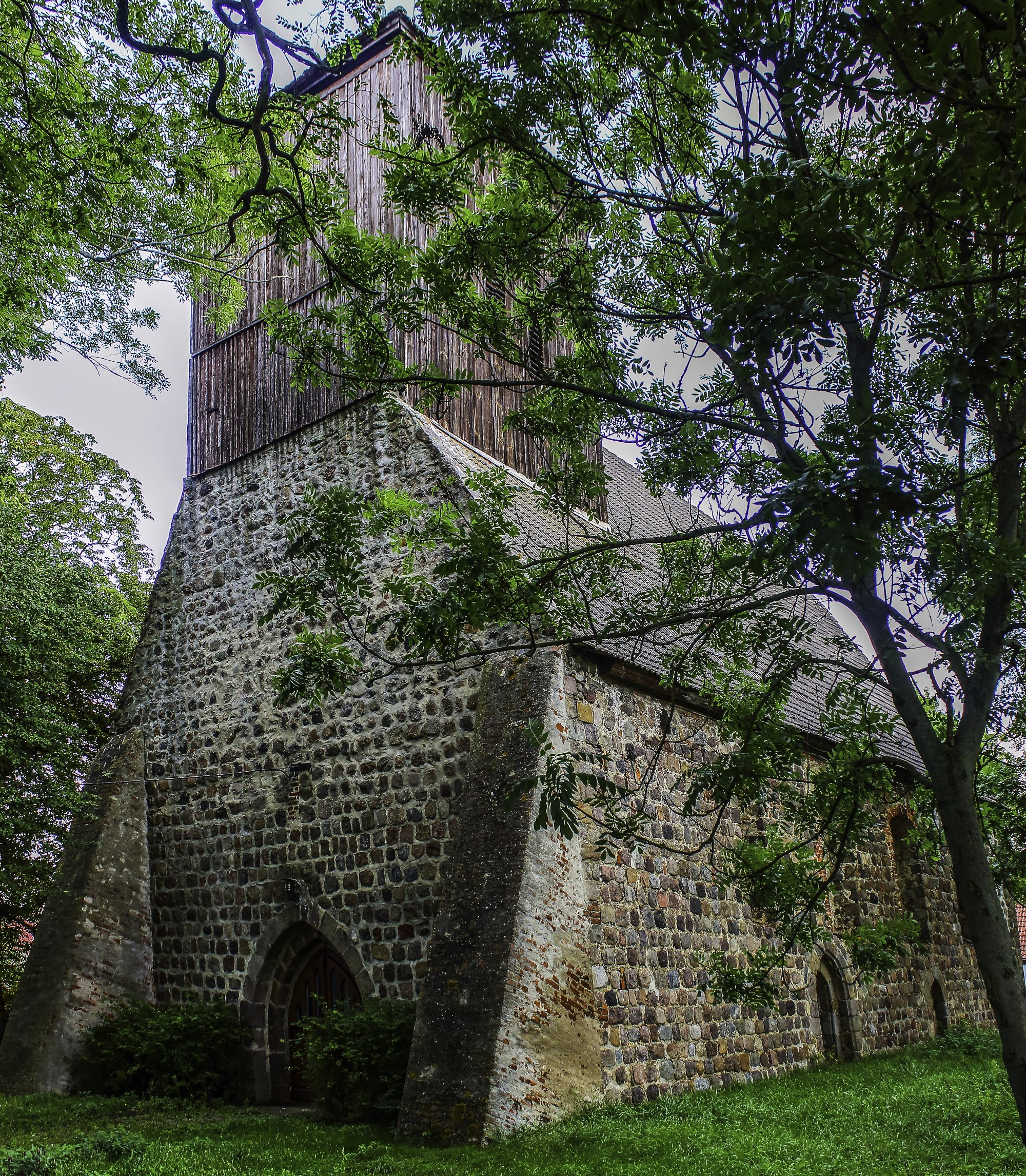
Steinhöfel
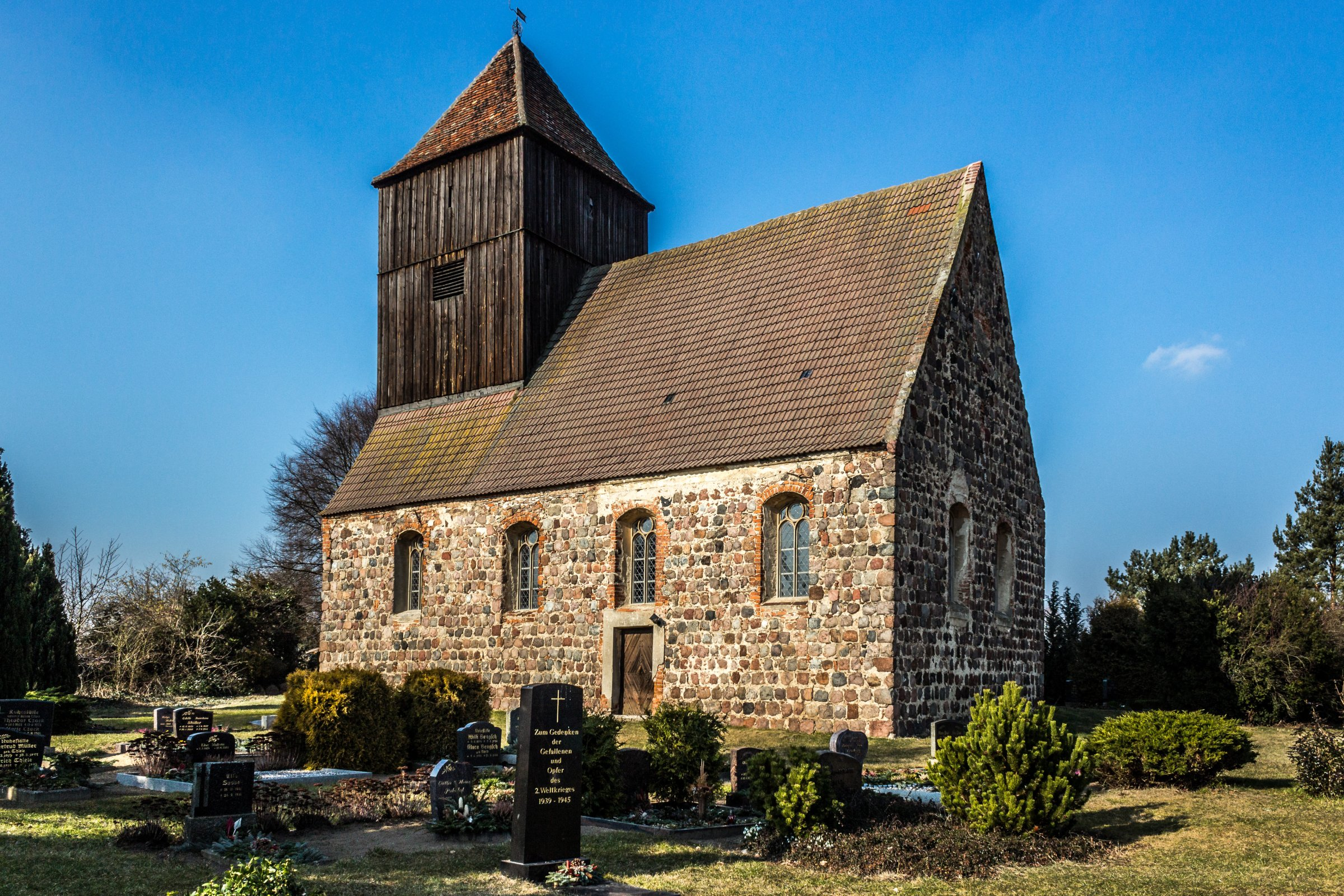
Welsow
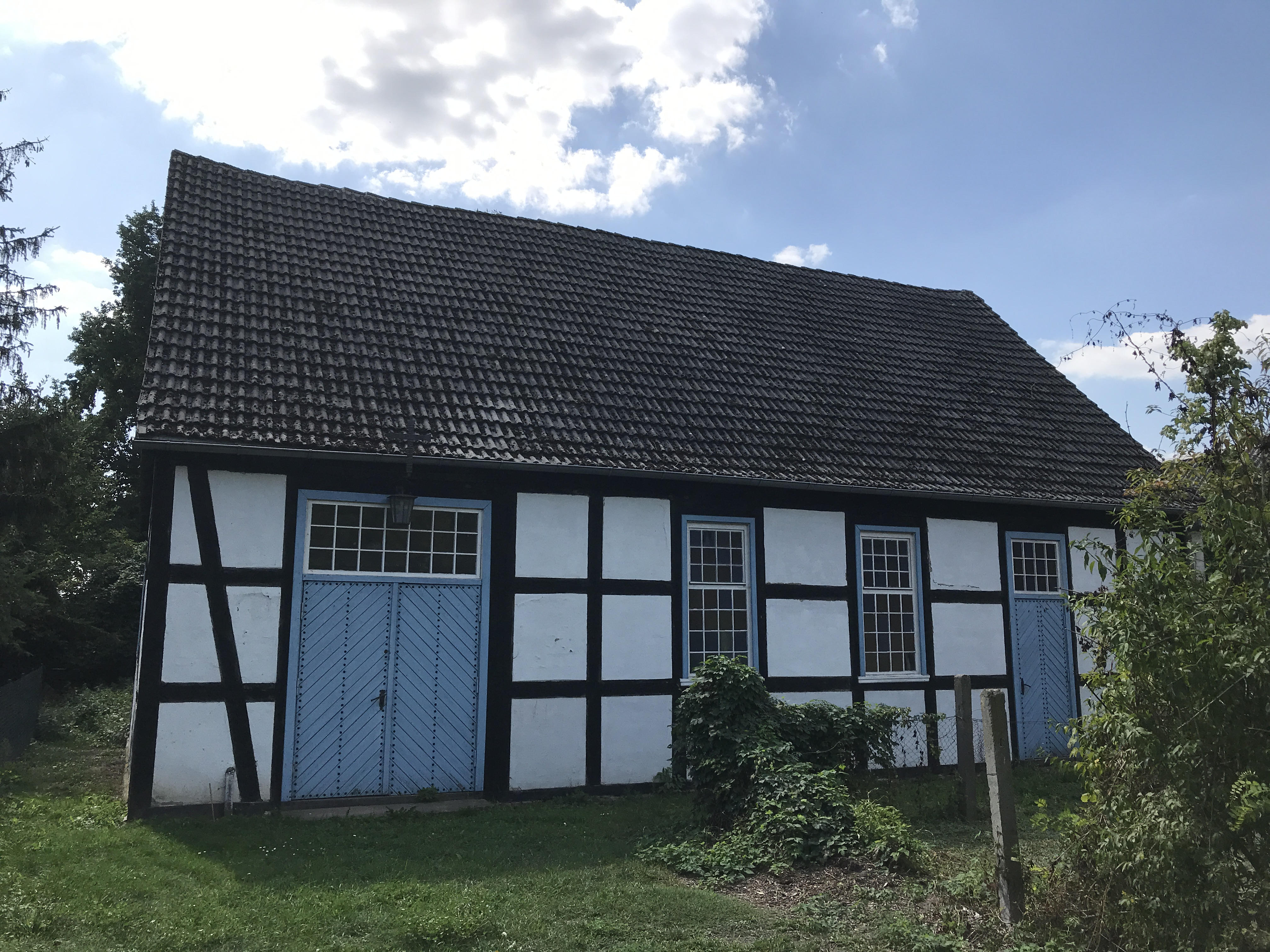
Schuurkerkje (1936) te Wilmersdorf

## Partnergemeenten
Angermünde onderhoudt jumelages met:
- Espelkamp in Noordrijn-Westfalen (Duitsland)
- Lügde in Noordrijn-Westfalen (Duitsland)
- Strzelce Krajeńskie in Polen
- Żurrieq op Malta

## Bekende personen in relatie tot de gemeente
- Ehm Welk, voluit: Gustav Emil Welk, pseudoniem: Thomas Trimm (geb. 29 augustus 1884 in Biesenbrow, gemeente Angermünde; overl. 19 december 1966 in Bad Doberan), schrijver en journalist, vooral bekend door zijn roman Die Heiden von Kummerow (1937). Een gedeelte van het Museum Angermünde is aan Ehm Welk en zijn, tussen de politieke ideologieën van zijn tijd door laverend, oeuvre gewijd. Naar hem is in Angermünde een school genoemd.
- Christian Uhlig ( geb. 1944 in Dresden), beeldhouwer; veel van zijn werk is in Angermünde en Wittenberge in de openbare ruimte opgesteld. Uhlig woont en werkt in Angermünde.
- Angelika Noack (Angermünde, 20 oktober 1952), roeister (olympisch goud in 1980)

## Trivia

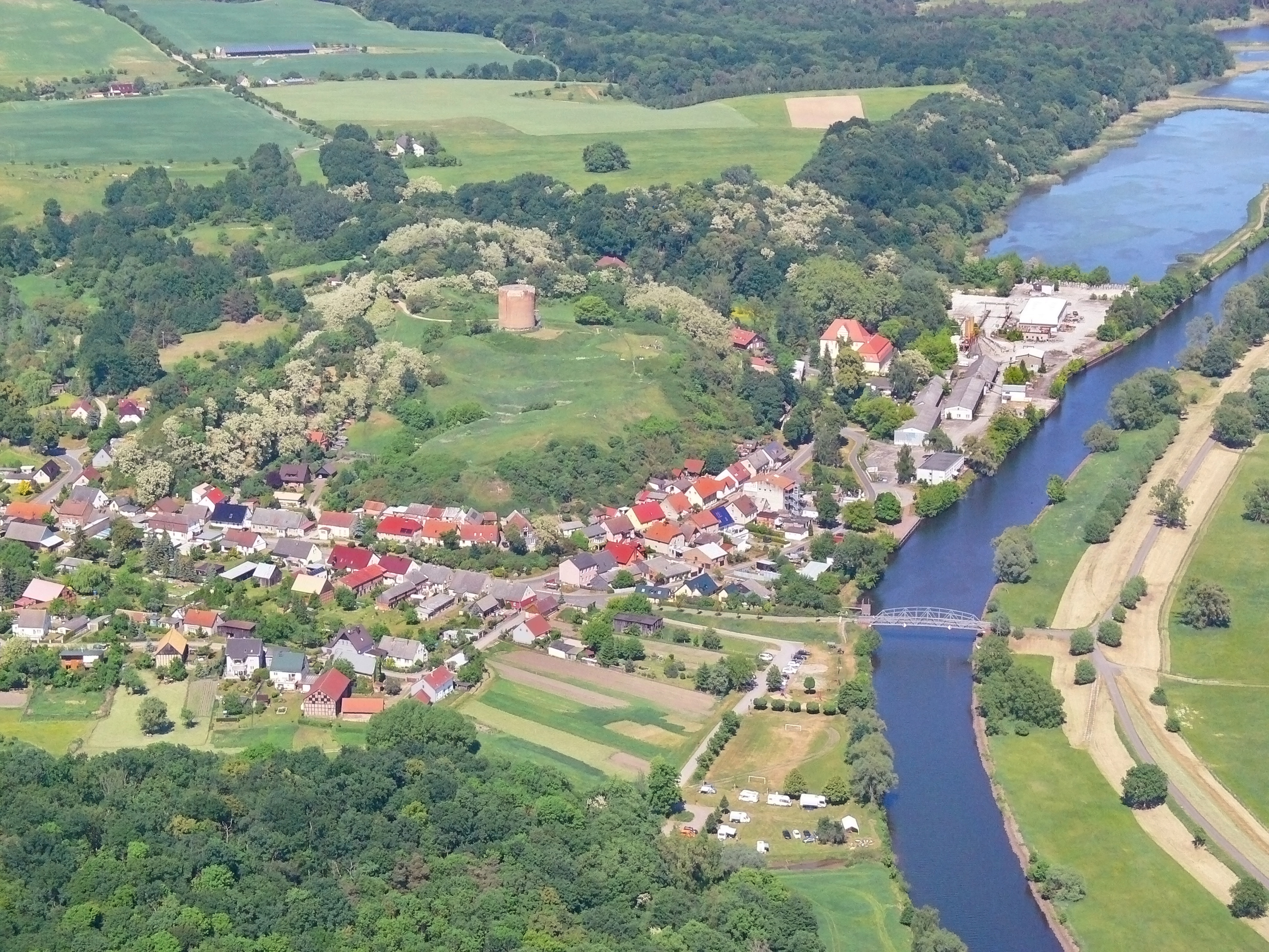
Het dorpje Stolpe aan het kanaal
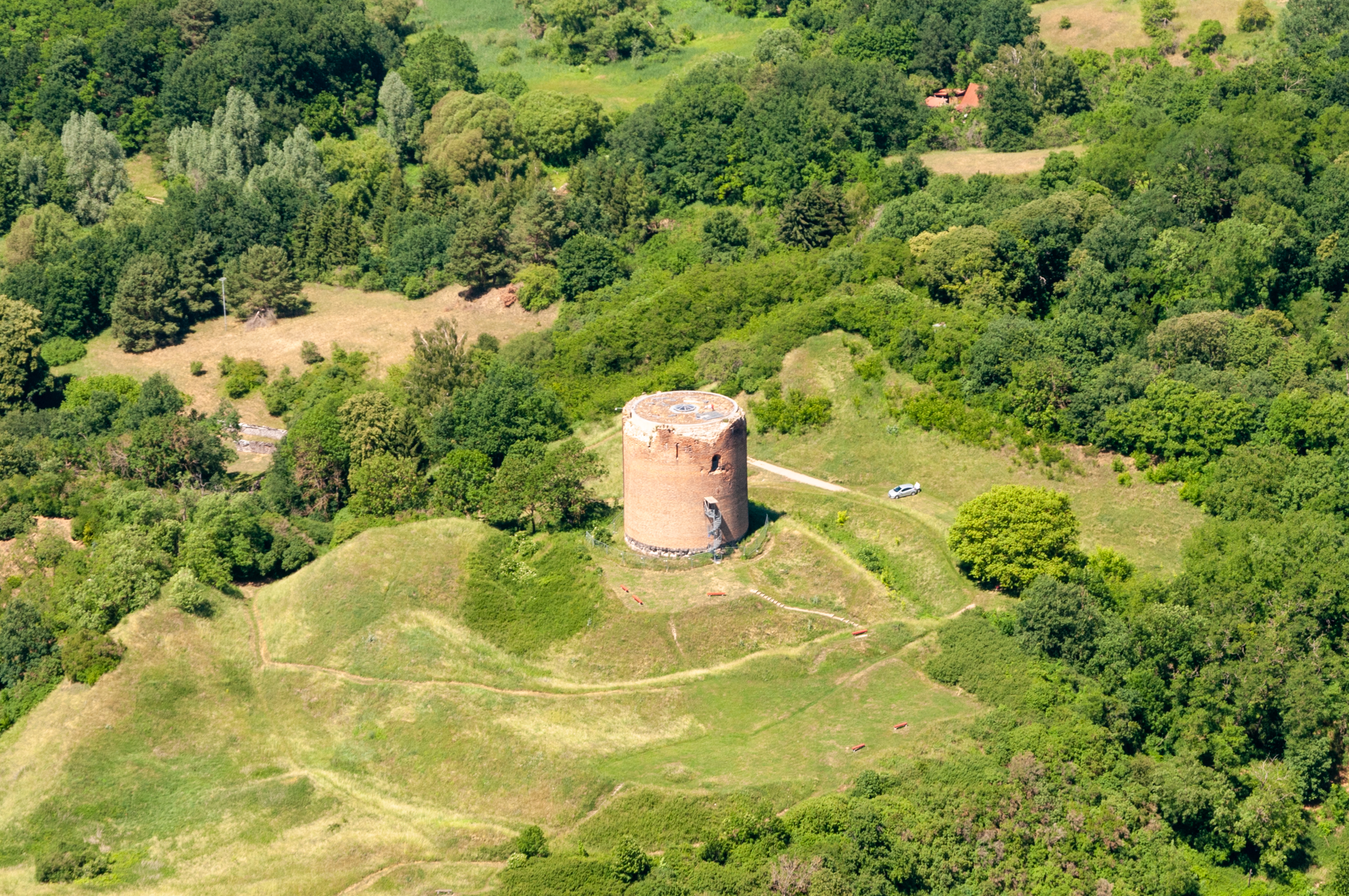
De toren Grützpott
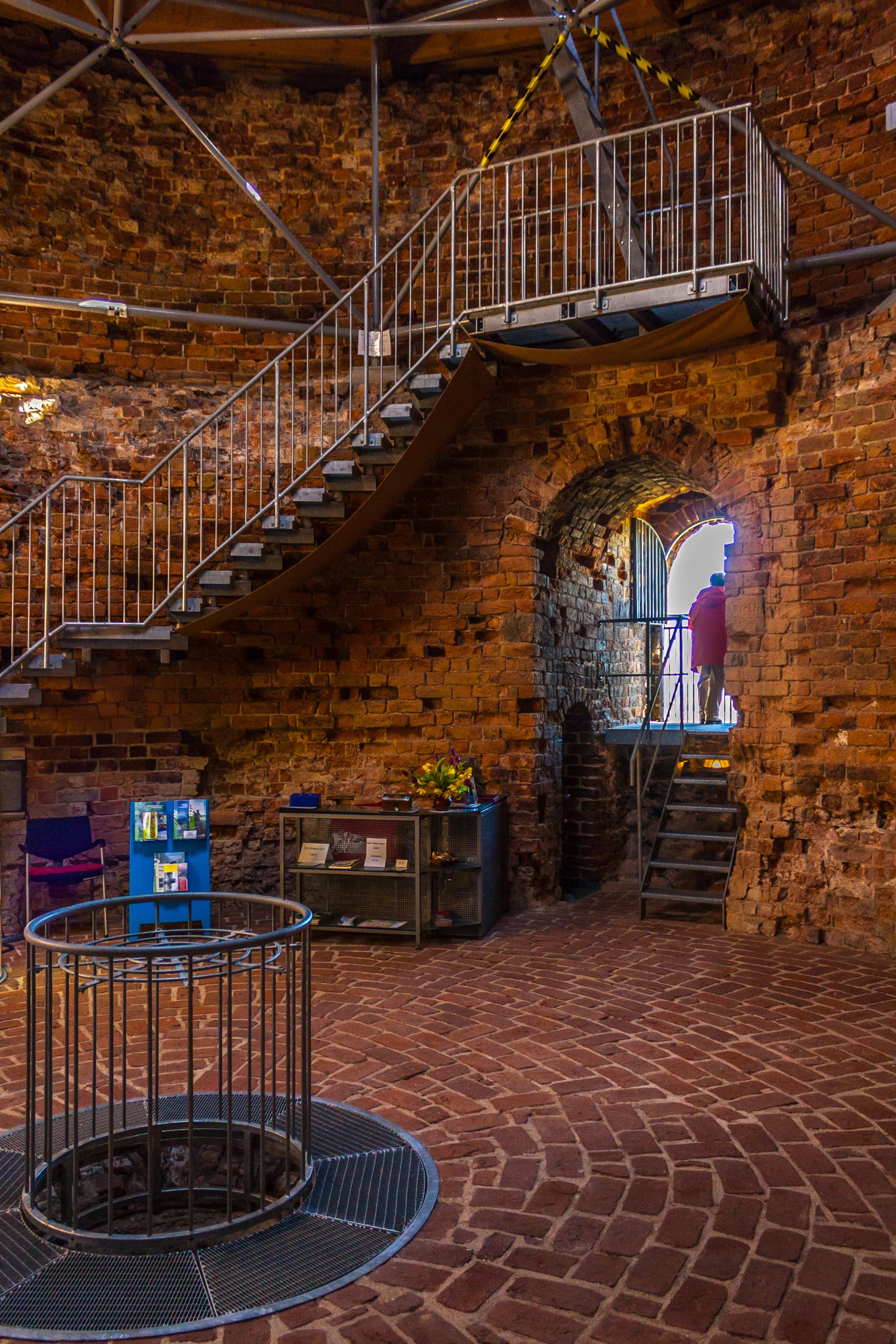
Interieur van deze toren

Op een heuveltje bij Stolpe, een klein plaatsje dichtbij de Oder, staat de uit het eind van de 12e eeuw daterende kasteelruïne, bestaande uit de  dikke toren met de bijnaam Grützpott, pot met gruttenbrij. Hieraan is de volgende sage verbonden:
Er leefde aan het eind van de middeleeuwen eens, in het strategisch gunstig gelegen kasteel op de heuvel van Stolpe, niet ver van de Oder en een handelsroute door de streek, een roofridder met de naam Tiloff. Vanuit zijn burcht keek hij uit naar kooplieden, die door zijn gebied trokken. Op een dag zag hij vanaf de toren van zijn kasteel een rijke linnenkoopman uit Silezië te paard naderen. Die had goede zaken gedaan, en droeg een grote, volle geldbuidel bij zich. De roofridder ging een hinderlaag leggen. Toen de koopman door het Stolper Wald reed, overviel Tiloff hem met getrokken zwaard. Maar de alerte koopman had een schietklaar pistool bij zich. Het was geladen met een zilveren kogel, gemaakt van een knoop van het overkleed van zijn vrouw. De koopman schoot op zijn belager, en de knoop drong de roofridder in het hart. De boze Tiloff viel terstond dood van zijn paard. De schildknapen van de roofridder vluchtten naar het kasteel. 
De koopman vertelde daarop rond, wat hem was overkomen en hoe hij de overval had overleefd. In de dorpen rondom verzamelden vele boeren en ambachtslieden zich; nu de leider dood was, durfden zij de gehate roversbende, die hun streek al zo lang teisterde, te verdrijven. Gewapend met zeisen, hooivorken, dorsvlegels en bijlen trokken ze op en veroverden het kasteel. De dikke toren was het laatste obstakel. Vanuit de bergfried gooiden de laatst overgebleven rovers van alles op hun belegeraars neer: stenen, stukken hout, een pan met gloeiend heet water. Toen ze niets anders meer over hadden, gooiden ze hun middageten, een grote pan met hete gruttenpap, omlaag. De pappot viel op de helm van de sterke dorpssmid, die bovenaan de stormladder stond. Boos riep hij: Die pot gruttenbrij gaan we nog even uitkrabben!. Met een dikke, ijzeren staaf brak hij de deur, met grendels en al, aan stukken. Niet lang daarna was de toren veroverd. Dat was het einde van het roversnest. Als herinnering aan dit wapenfeit lieten de veroveraars van de gevallen burcht de toren staan. Sindsdien heeft die de bijnaam Grützpott, gruttenpot.